# Charanta
|  | Aquest article tracta sobre el riu. Si cerqueu departament francès a la regió de Nova Aquitània, vegeu «Charente». |

La Charanta (forma occitana) o Xaranta, en francès Charente i en poiteví-saintongès Chérente, és un riu de la conca d'Aquitània. Neix a Charennac a l'Alta Viena a 295 metres d'altura, i després travessa els departaments de Viena, Charente i la Charanta Marítima, abans de desembocar en l'Oceà Atlàntic, entre Port-des-Barques i Fouras per un gran estuari.

## Etimologia

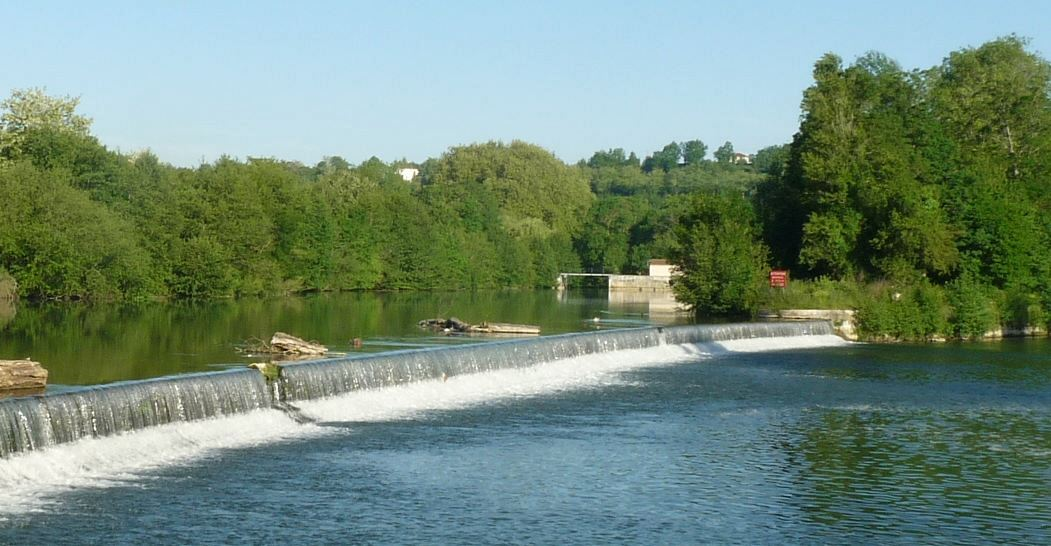
La Charente a Fléac

El geògraf grec Claudi Ptolemeu (ca. 140 dC) l'anomena Κανεντελος (Kanentelos). La menció més antiga en llatí es troba en un passatge d'Ausoni, poeta gal·loromà del segle iv, que l'anomena Carantonus. Després hi ha les referències medieval Karente el 799 Karantona el 874 Carentum el 891. Algunes formes antigues són similars als de Charentonne (Eure, Carentona 1050, Karentone 1339). La caiguda en el sufix -on- està testimoniada a l'alta edat mitjana, en forma Karente (any 799).
Hi ha un terme onno al glossaire de Vienne amb el significat de 'curs d'aigua', que és de celticitat dubtosa que vindria del tema indoeuropeu *ud-r/n- (grec húdōr > hydro-, gòtic wato 'aigua'), on *udnā 'aigua' > unna > onno. Aquestes formes s'assemblen a l'antic sufix -on- del nom de la Charanta, i es pot identificar amb més certesa en altres noms dels rius. No obstant això, la no repetició de -n- és un problema. A més, Ernest Nègre considera que aquesta és simplement el sufix gal -ona.
Pel que fa a la terminació, la naturalesa del primer element no presenta unanimitat entre els experts:
- Pierre-Yves Lambert reconstruïda *Carantonā, derivat de Carantō basat en el tema gal *karant 'amic, que estima'; cf. Bretó kar, kerant 'pares'.[7] Charanta significaria, doncs, 'curs d'aigua amic', pel seu progrés lent i pacífic.[8]
- Ernest Nègre[8] proposa un origen precelta *caranto 'sorra'.

La Charanta dona nom al departament de Charente; al departament de Charente-Maritime, que va ser fins a 1941 el nom de Charente-Inférieure (Baixa Charente) degut a la seva posició en el riu.

## Geografia
La Charanta recorre quatre departaments: 
- El departament d'Alta Viena, tres municipis.
- El departament de Vienne, deu pobles i ciutats Charroux i Civray.
- El departament de Charente, dels quals 78 municipis de les ciutats aigües avall de Gond-Pontouvre, Angulema, Châteauneuf-sur-Charente, Jarnac i Cougnat i alguns pobles grans com Verteuil-sur-Charente, Mansle i Bourg-Charente.
- El departament de la Charanta Marítima, 35 municipis de les ciutats d'aigües amunt i aigües avall de Saintes, Tonnay-Charente i Rochefort i alguns pobles grans i ciutats com Chaniers, Port-d'Envaux, Taillebourg i Saint-Savinien.

La longitud total del riu és de 381,4 quilòmetres, que es refereixen només 224 quilòmetres departament de Charente. Pres directament des de la font fins a la desembocadura, la longitud lineal és de només 160 quilòmetres, gairebé la meitat del recorregut degut al curs serpentejant. La Charente es divideix en diverses branques en diversos punts formant diverses illes, la majoria de les quals són deshabitades i inundables.

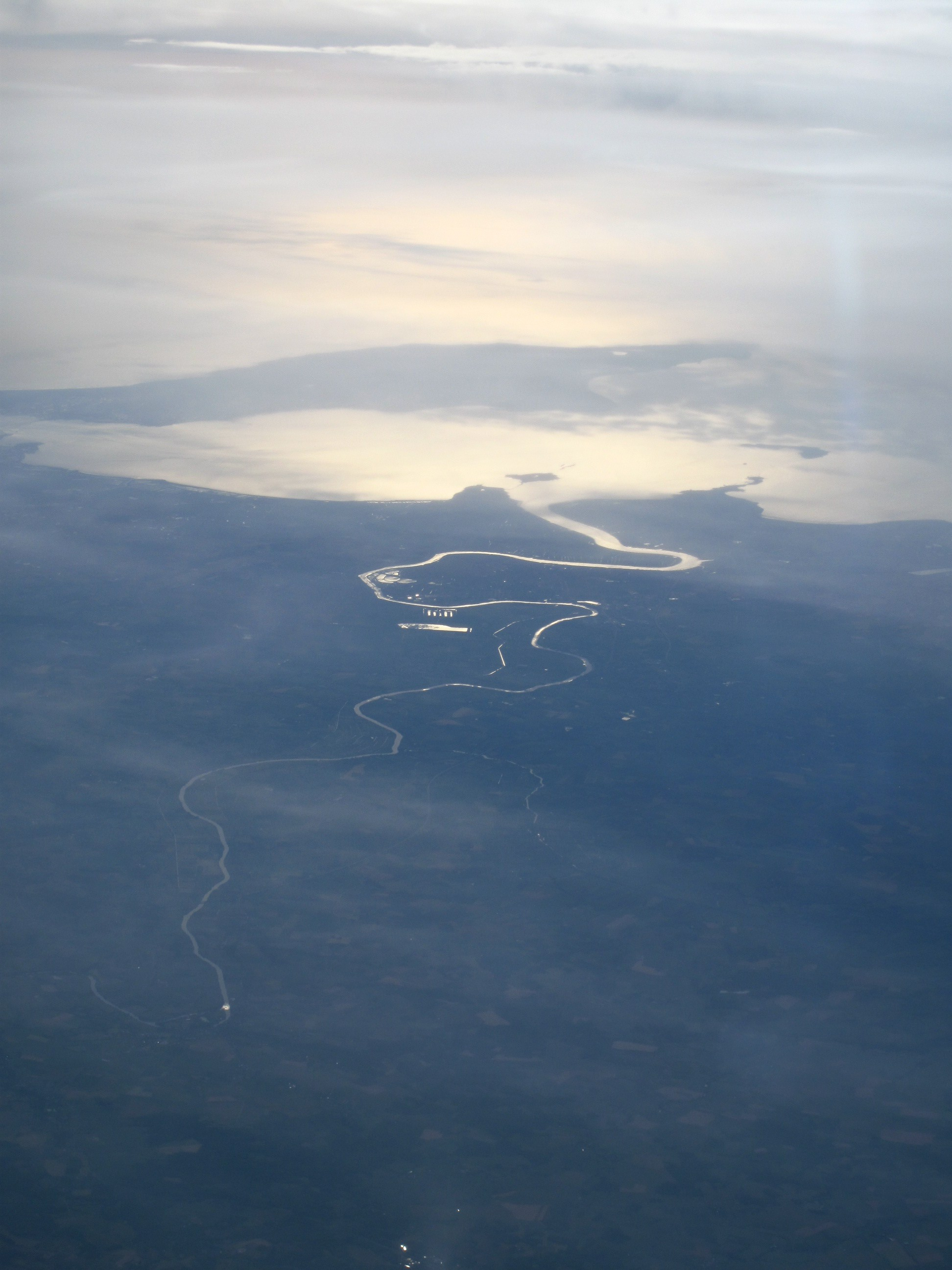
Le cours de la Charente, face à l'île d'Oléron et à l'île Madame.

Té una conca de 10.549 km². La Charente desemboca a l'oceà Atlàntic per una àmplia desembocadura entre Fouras i Port-des-Barques aigües avall i al sud de Rochefort. Com descriu encertadament,«la vall de Charente és en molts sentits la relació entre totes les regions del Charente».

### Curs alt de la Charente
El curs comença a la part occidental del Massís Central, corresponent al Llemosí caracteritzat per les bases roques cristal·lines impermeables. El seu origen és a Chéronnac a l'Alta Viena a 295 metres sobre el nivell del mar, cap al nord-oest dels dotze quilòmetres abans d'entrar en el departament de Charente al llac Lavaud. Aquesta última és una retenció d'aigua que data de la construcció de la presa de Lavaud el 1990. La Trèze un afluent, també alimenta el llac Lavaud.
Poc després, el riu rep pel marge esquerre el Moulde, la presa de Mas Chaban any 1989. Llac de Mas-Chaban és alimentat pel Moulde, inflat riu Cluzeau, Mas de Lépi, el Turlut directament a la riba esquerra del llac du Petit Pont.

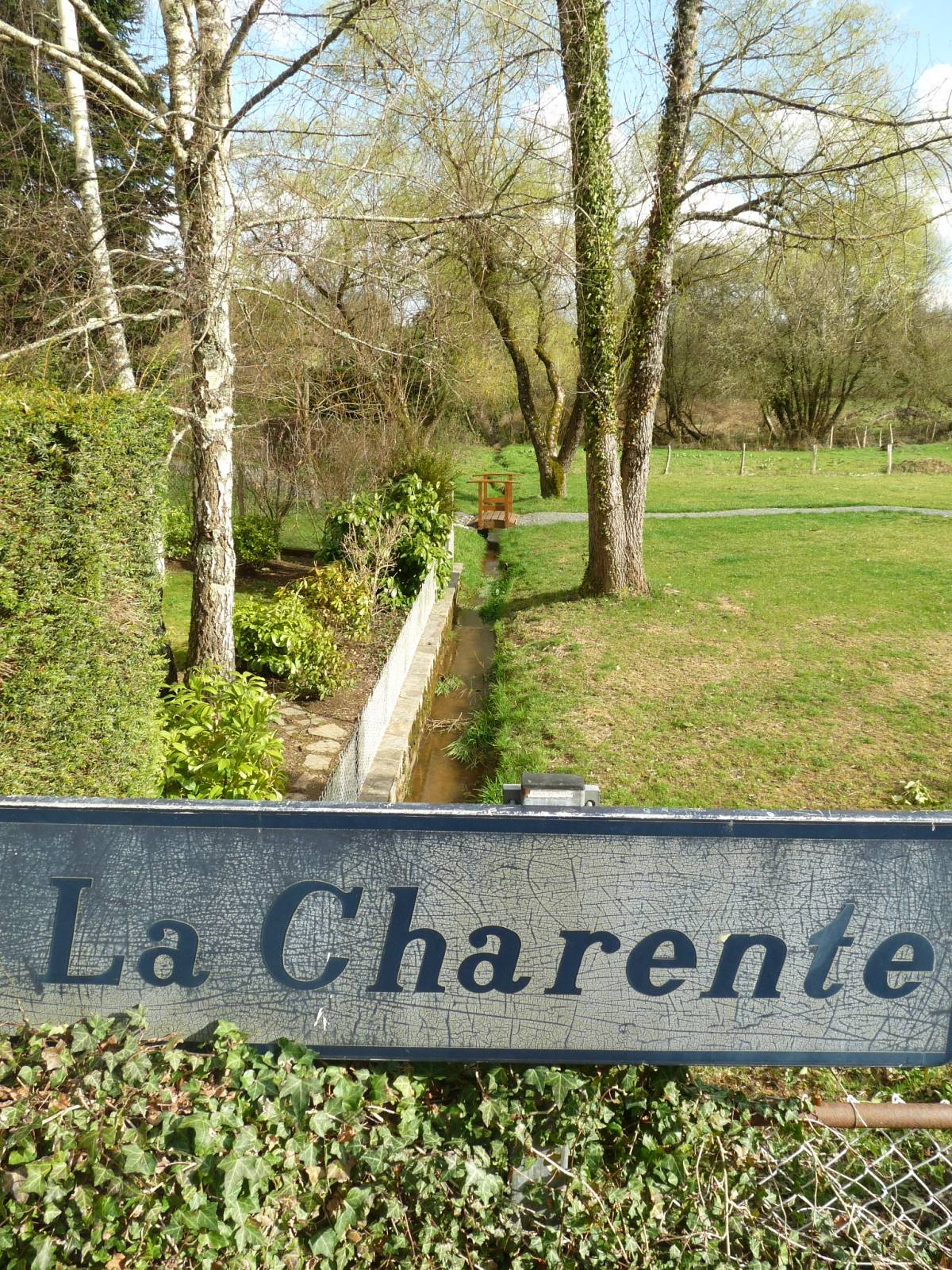
La font del Chéronnac, a l'Alta Viena

En aquesta part de la vall, que és la part alta de la vall de la Charente, és també un punt de contacte geològic entre el massís granític de la Charente llemosina i terrenys calcaris del Juràssic inferior del país charentais essent el límit a Chantrezac.
El riu llavors pren la direcció nord-oest i entra al departament de Viena on flueix més de 47 quilòmetres. A la breu incursió a la regió de Poitiers, Charente rep pel marge dret el Transon i arriba a Charroux, ciutat on conflueix pel marge dret amb la Merdançon i gira a l'oest cap a Civray.

### Vall de la Charente entre Ruffec i Angulema
Sortint de la petita ciutat de Civray, el riu de nou entra en el departament de Charente, on el curs es dirigeix cap al sud. Es caracteritza per una vall àmplia i profunda que serpenteja a través de moltes viles i pobles pintorescos com Condac, a prop de Ruffec, Verteuil-sur-Charente i el seu magnífic castell i Lichères amb les seves belles esglésies romàniques; Bayers i després Mansle.
La vall, aigües avall de Mansle s'anomena en algunes fonts Val d'Angoumois que, a les portes d'Angulema, serpenteja amb major intensitat per una àmplia vall. Aquesta designació geogràfica és relativament recent, però no s'utilitza localment.
Depassat Mansle el riu rep pel marge esquerre el Son-Sonnette, un petit afluent format del Son que passa per Saint-Claud i la Sonnette, i la Charente rep la Bonnieure que rega Chasseneuil. Tots dos rius flueixen cap a l'oest passat Roumazières-Loubert. És el mateix per la Tardoire, que és engrossit per les aigües del Bandiat que desguassa a la Bonnieure. El Tardoire i el Bandiat també tenen les fonts a l'Alta Viena i els cursos pugen en direcció nord-oest de la Tardoire particular Montbron i La Rochefoucauld, i el Bandiat a Nontron a la Dordonya.
La font a Mansle (alt. 55 m), fa que tingui un pendent pronunciat amb un desnivell de 185 m en 127 km, el que no permet cap navegació fluvial. Després de Mansle a Port-du-Lys, aigües avall de Cougnat (alt. 5 msnm), a 130 km, el pendent és fa més feble. Llavors el riu serpenteja formant grans meandres acdepta la navegació fluvial des d'Angulema.
Després d'un breu desviament cap a l'oest, on s'amaga el poble de Marcillac-Lanville al cap del meandre i doble el poble de La Chapelle a l'ancó del meandre i fins i tot després de rebre l'Aume al marge dret, el riu davalla cap al sud i irriga Montignac-Charente, Vars, Vindelle, Balzac, Saint-Yrieix-sur-Charente i Gond-Pontouvre abans d'arribar a Angulema, la ciutat més grossa de la seva conca.

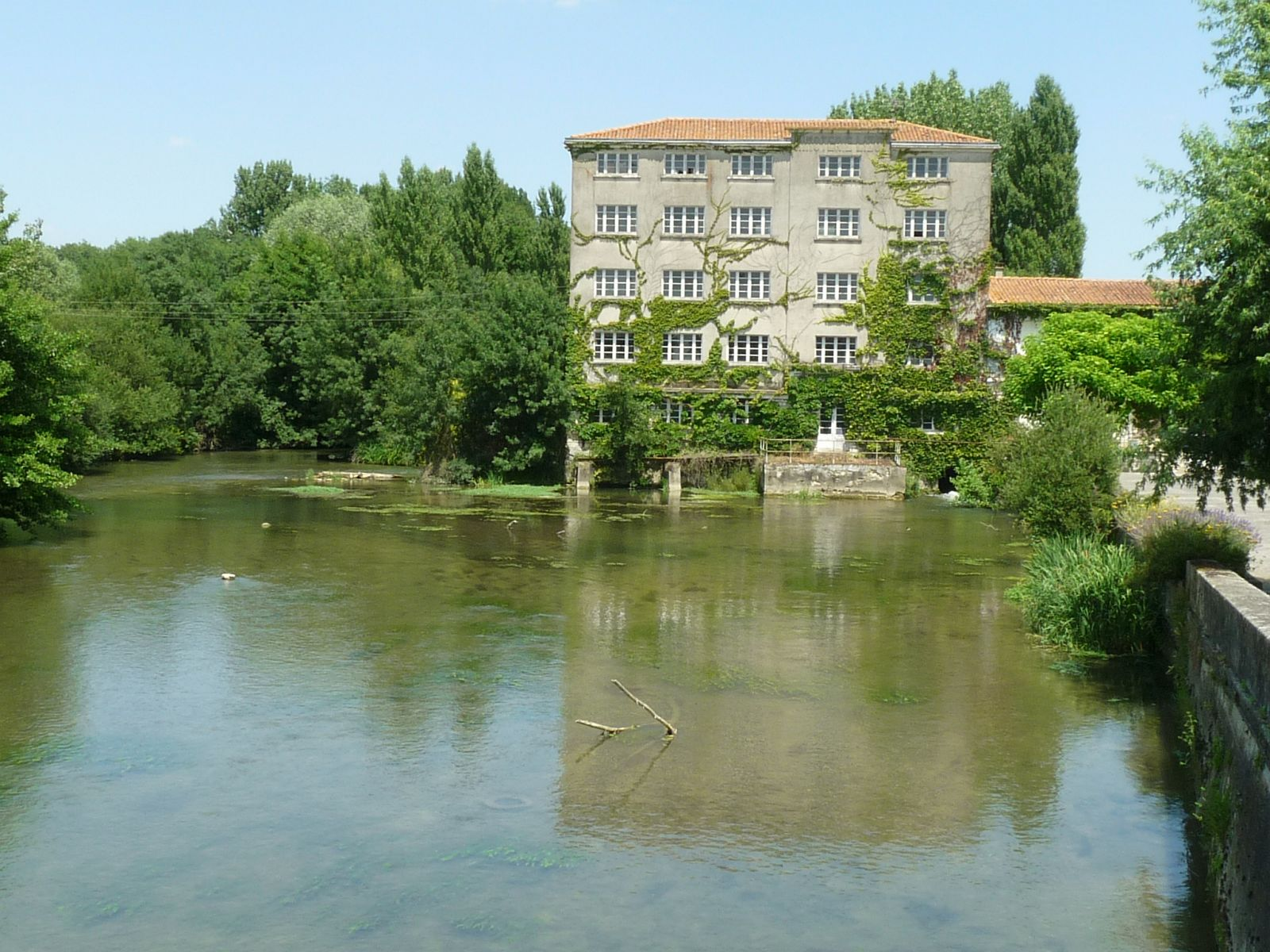
El molí de Vars sobre la Charente

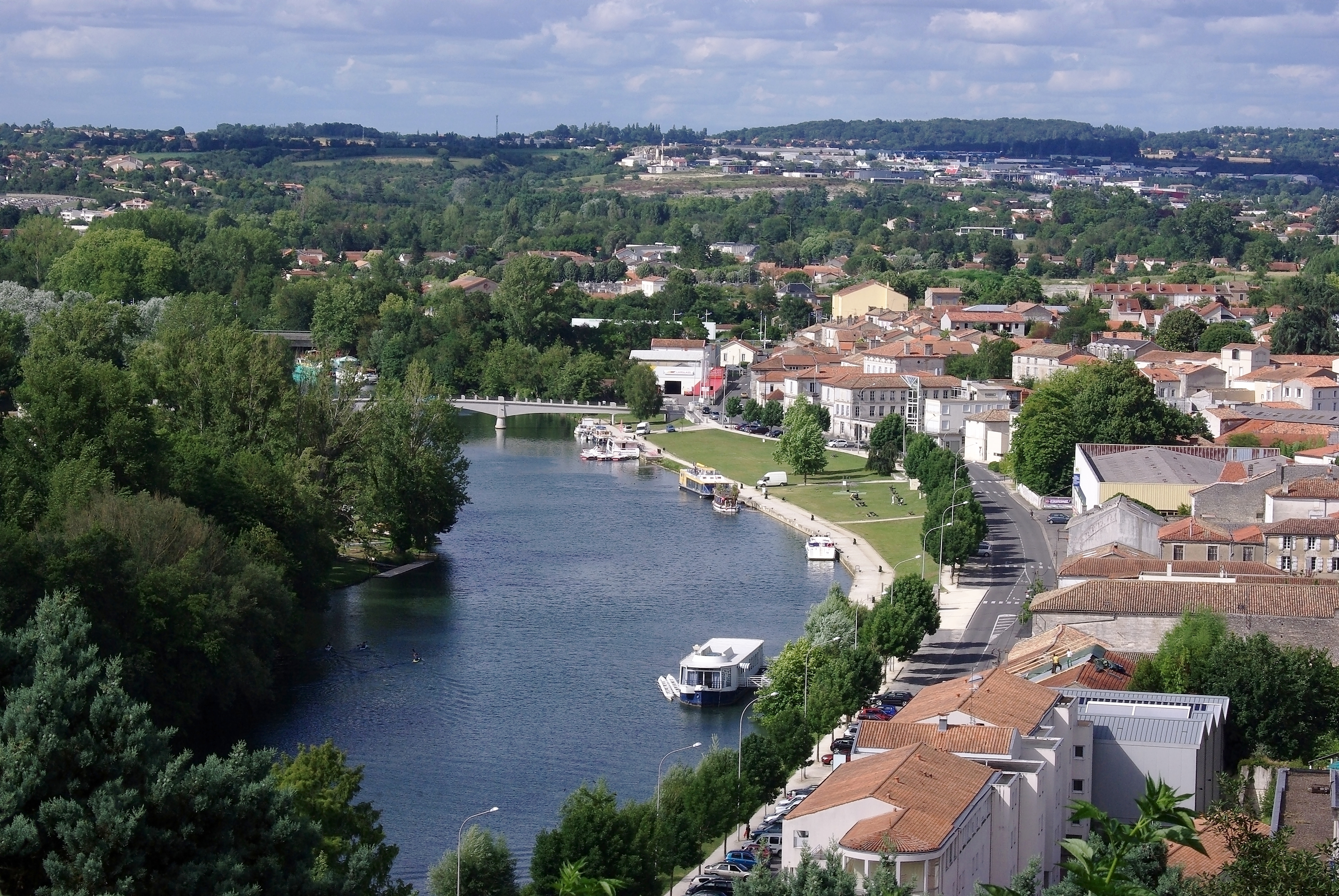
La Charente a L'Houmeau als peus de la ciutat d'Angulema

En Angoumois, la Charente i els seus afluents travessen altiplans esquerdats afavorint la presència de dolines i ressurgències. Les fonts de la Touvre, alimentades per rius subterranis del carst de la Rochefoucauld, pel cabal són la segona surgència de França després dels de Vaucluse. L'aigua prové principalment de pèrdues del Bandiat i la Tardoire. Hi contribueixen, però amb menys intensitat, les aigües del Bonnieure i de l'Échelle. La causa de la surgència és la falla de l'Échelle en la qual una capa de margues del Kimmeridgià de 500 m de gruix impermeabilitza i barra el camí de l'aigua subterrània i les obliga a aflorar a la superfície.
La Charente passa al peu de l'antiga ciutat d'Angulema, capital del departament, on fa un gran revolt.

### Vall de la Charente entre Angulema i Cognac

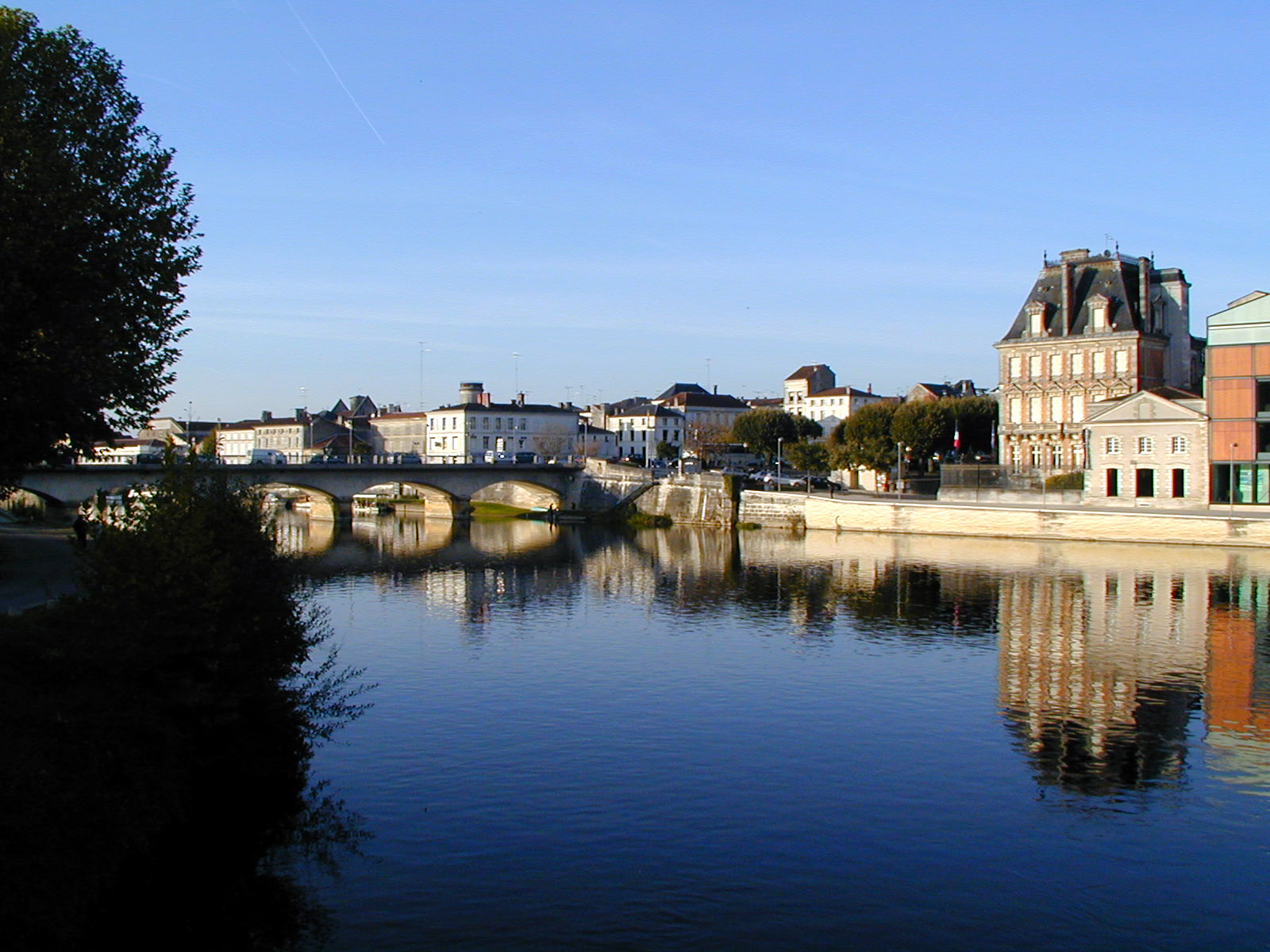
Vista de la ciutat de Jarnac després del Pont du Parc

Passat Angulema, el riu es mou cap a l'oest. La resta de la conca es compon de sòl impermeable i pedra calcària, un cop inundat, es comporta com un terreny impermeable. Rep al marge dret, incloses les aigües de la Nouère, la Soloire i l'Antenne al marge esquerre i els de l'Anguienne, des Eaux-Claires, el Charraud, el Boëme i el Né. El tram inferior d'el Né és canalitzat fins a la confluència de Port-du-Lys, als límits administratius dels dos departaments de les Charentes.
Des d'Angouleme al departament de la Charanta Marítima, la Charente irriga molts pobles i ciutats pintorescs com Saint-Michel, Trois-Palis, Nersac, Sireuil, Châteauneuf-sur-Charente, Vibrac, i els pobles de Saint-Simeux i Saint-Simon, Bassac, Jarnac, Bourg-Charente, Cougnat i Merpins. Aquesta part de la vall de vegades s'anomena prée de Jarnac o Val de Jarnac.
A partir d'Angulema és possible la navegació fluvial fins a Rochefort, és a dir, uns 170 km. El segle xix fou un temps de prosperitat del tràfic de mercaderies al riu, les ciutats i molts pobles van ser equipats amb un moll de càrrega i el transport marítim. Unes rescloses i el camí de sirga són els vestigis d'aquest esplendor passat.

### Vall de la Charente entre Cognac i Saint-Savinien

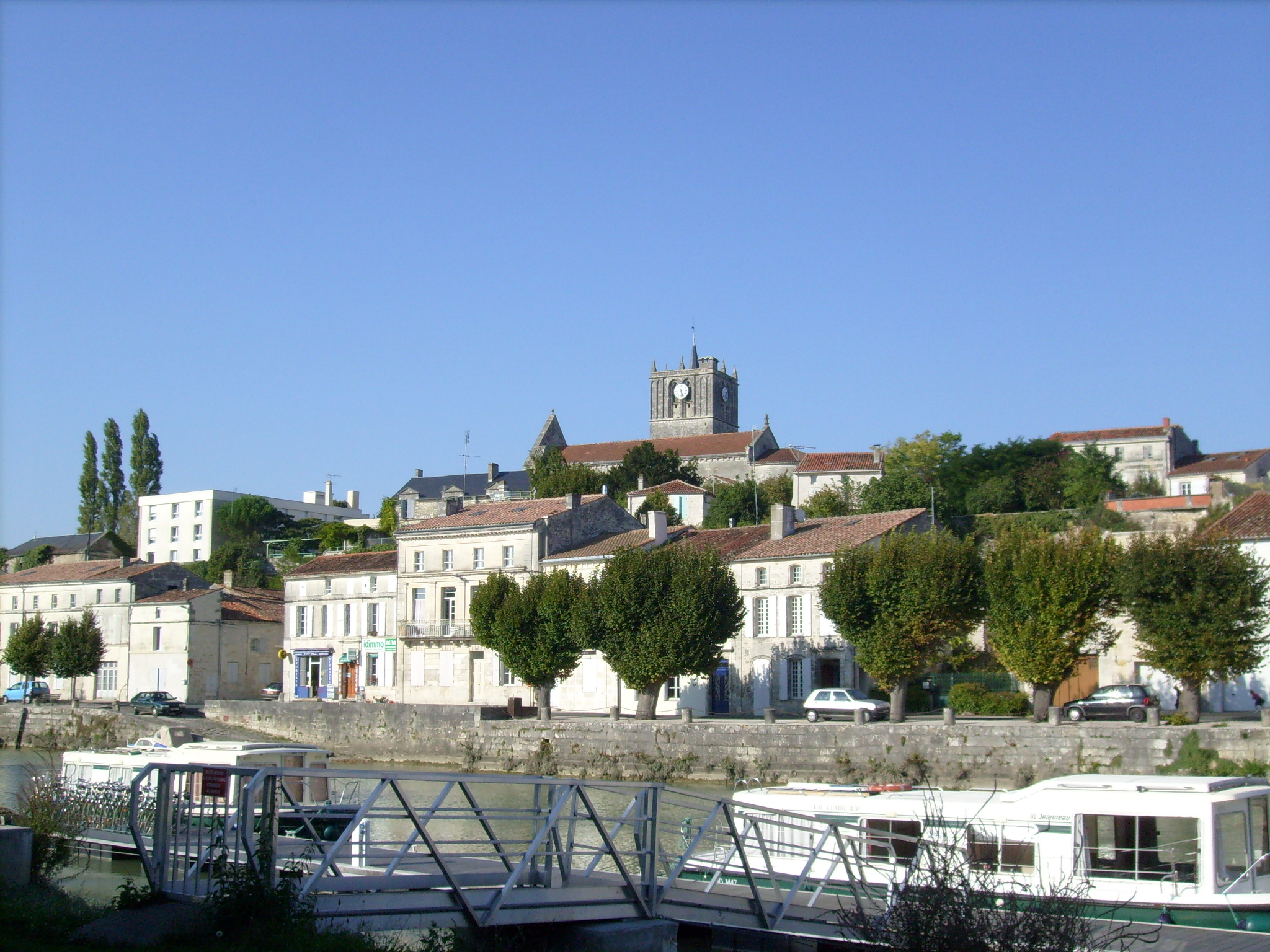
Saint-Savinien, une ravissante petite cité sur la Charente

A partir Cougnat, inclòs el Port-du-Lys a Saint-Savinien, el riu travessa molts llogarets, pobles i ciutats: al marge dret, Dompierre-sur-Charente, Chaniers, Saintes, Taillebourg, Saint-Savinien al marge esquerre, i Brives-sur-Charente, Rouffiac, Port-d'Envaux, Crazannes. La vall del Charenta a vegades pren el nom de Val de Saintonge · .
Al Charenta Marítim són afluents notables al marge dret, la Boutonne, l'afluent més llarg de la Charente, i pel seu marge esquerre, i l'Arnoult i la Seugne.
Si el transport fluvial de mercaderies ha desaparegut a la primeria del segle xx, la navegació de lleure  ha rebut un gran impuls i ofereix enllaços a partir de Saint-Savinien, Taillebourg Chaniers Saintes a Charente Marítim i s'estén de Cognac i Jarnac al departament veí.
Durant els 93 km que recorre a la Charanta Marítima, el cabal del riu és pràcticament nul i l'efecte de la marea se sent fins a Saintes. A plenamar el cabal és nul o s'inversa del mar cap a terra endins fins a Cognac i Jarnac, que ajuda a augmentar inundacions per marea viva, de vegades espectacular. Les planes d'inundació riu avall de Cognac a la ria es diuen localment les prées.

### Curs baix i estuari de la Charente

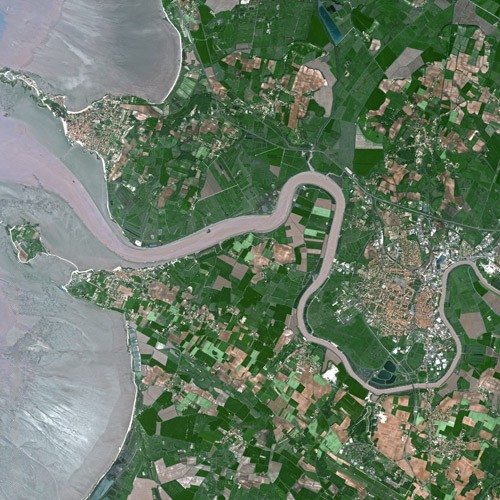
Estuari de la Charente i la vila de Rochefort (imatge del satèl·lit Spot)

La vall baixa del riu Charente comença de Saint-Savinien que al segle xix encara era un port fluvial important. Per plenamar podia rebre vaixells marítims. A causa de l'augment del calat dels vaixells moderns, això ja no és possible i el trànsit marítim és limita fins al port de Tonnay-Charente que pot rebre vaixells marítims fins a 5.000 tones. Tonnay-Charent i Rochefort, a al marge dret del riu, són els dos ports marítims encara actius.
Aigües avall de Rochefort comença l'estuari de la Charente, on el riu s'eixampla i forma ràpidament dos profunds meandres abans de desembocar a l'Oceà Atlàntic. Al marge dret hi ha en sentit descendent Vergeroux, Saint-Laurent-de-la-Prée i Fouras mentre que al marge esquerre hi ha Soubise, Saint-Nazaire-sur-Charente i Port-des-Barques. Aquest estuari es caracteritza per bancs de sorra i és protegit per l'Île Madame al sud i el fort Vauban al nord.
La desembocadura del riu s'eixampla considerablement entre Fouras al marge dret i Port-des-Barques al marge esquerre que es prolonga prop de quatre quilòmetres mar endins respecte al marge dret.

## Hidrografia
Amb una longitud de 381 km, el riu és navegable durant 196 km (103 classificats com a marítims) de Montignac a la cota 40 m, però sobretot des d'Angulema a la cota 29 m fins a l'Oceà Atlàntic. De fet, només 179 quilòmetres són realment navegables a través de 21 rescloses, dues classificades com a marítimes.
Des Angulema al Port-du-Lys al municipi de Merpins, les dimensions de les rescloses de 28 m per 6,35 m, 3,60 m d'alçada lliure. Després, en la secció de classificats del riu "marítim" que va des de Port-du-Lys a l'oceà, les dimensions de les rescloses de 34,80 m 6,30 m pel 'écluse de la Baine, a la ciutat de Chaniers, aigües amunt de Saintes, i 50 m per 8 m a la resclosa de Saint-Savinien, amb una alçada lliure de 5,65 m. La lllargada total de la xarxa de rius de la conca de la Charenta mesura uns 6.000 quilòmetres i la una conca té una superfície de 10.549 km².

### Afluents principals

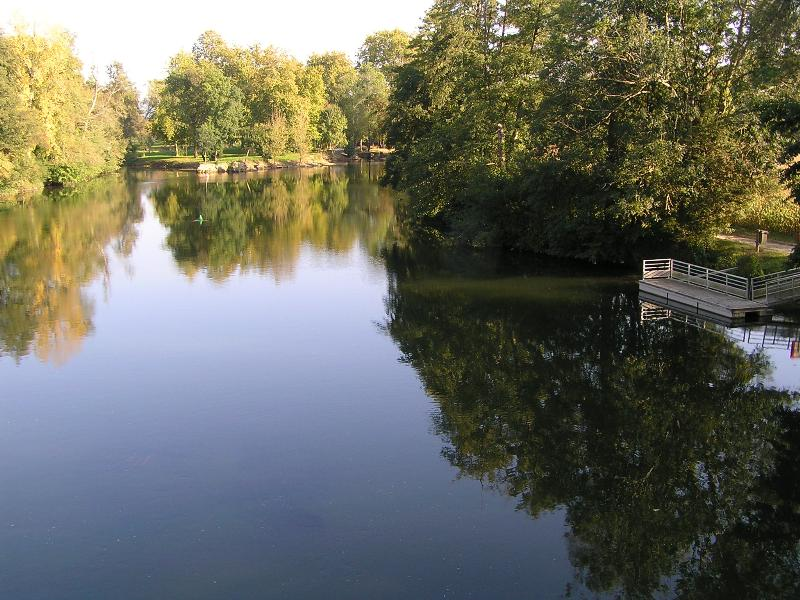
Vista del pont de la Trache

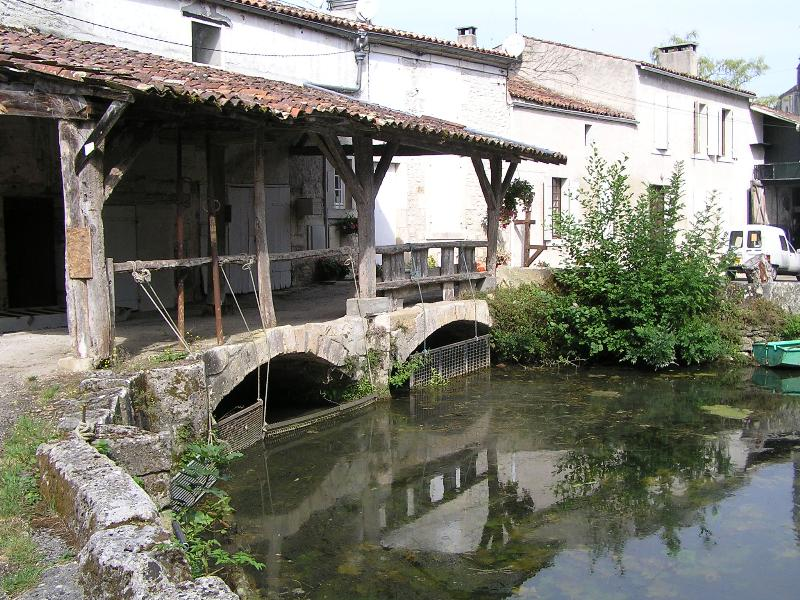
L'Antenne a Javrezac

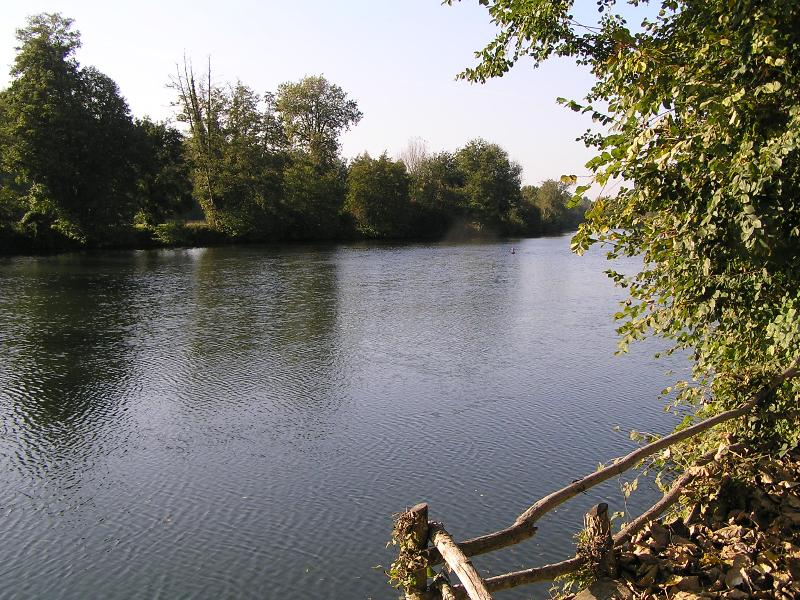
Depuis un emplacement de pêche

Aigües avall la Charente rep els següents afluents :
- Riba esquerra :
  - la Moulde en l'embassament de Mas-Chaban
  - la Lizonne[9] 15,7 km
  - l'Argentor
  - Son-Sonnette
  - Argence
  - la Bonnieure, que rep al seu torn la Tardoire i el Bandiat
  - la Touvre
  - l'Anguienne
  - les Eaux-Claires
  - la Charreau
  - la Boëme
  - le Né
  - la Seugne
  - l'Arnoult

- Riba dreta :
  - El Transon, 22,4 km
  - la Péruse
  - l'Aume, grossie de la Couture
  - la Nouère
  - la Soloire
  - El Fossé du Roi
  - l'Antenne
  - El Coran
  - El Bourru
  - El Bramerit
  - la Boutonne, principal afluent de la riba dreta als 98,8 km
  - la Devise que rep la Gères

### Canal
La Charente està connectada a la Seudre pel canal del Charenta al Seudre o canal de la Bridoire.

## Hidrologia
El cabal de la Charente mesurat à Vindelle (Angulema) és d'1 m³/s durant el cabal baix ara regulat usualment a 3 m³/s mitjançant l'alliberament dels embassaments de Mas-Chaban i Lavaud. Va arribar al rècord de 630 m³/s durant la crescuda del desembre de 1982. El cabal mitjà anual de Saintes és de 140 m³/s al setembre amb una mitjana mínima de 80 m³/s, i una màxima mitjana de gener de 210 m³/s

### Crescudes i inundacions

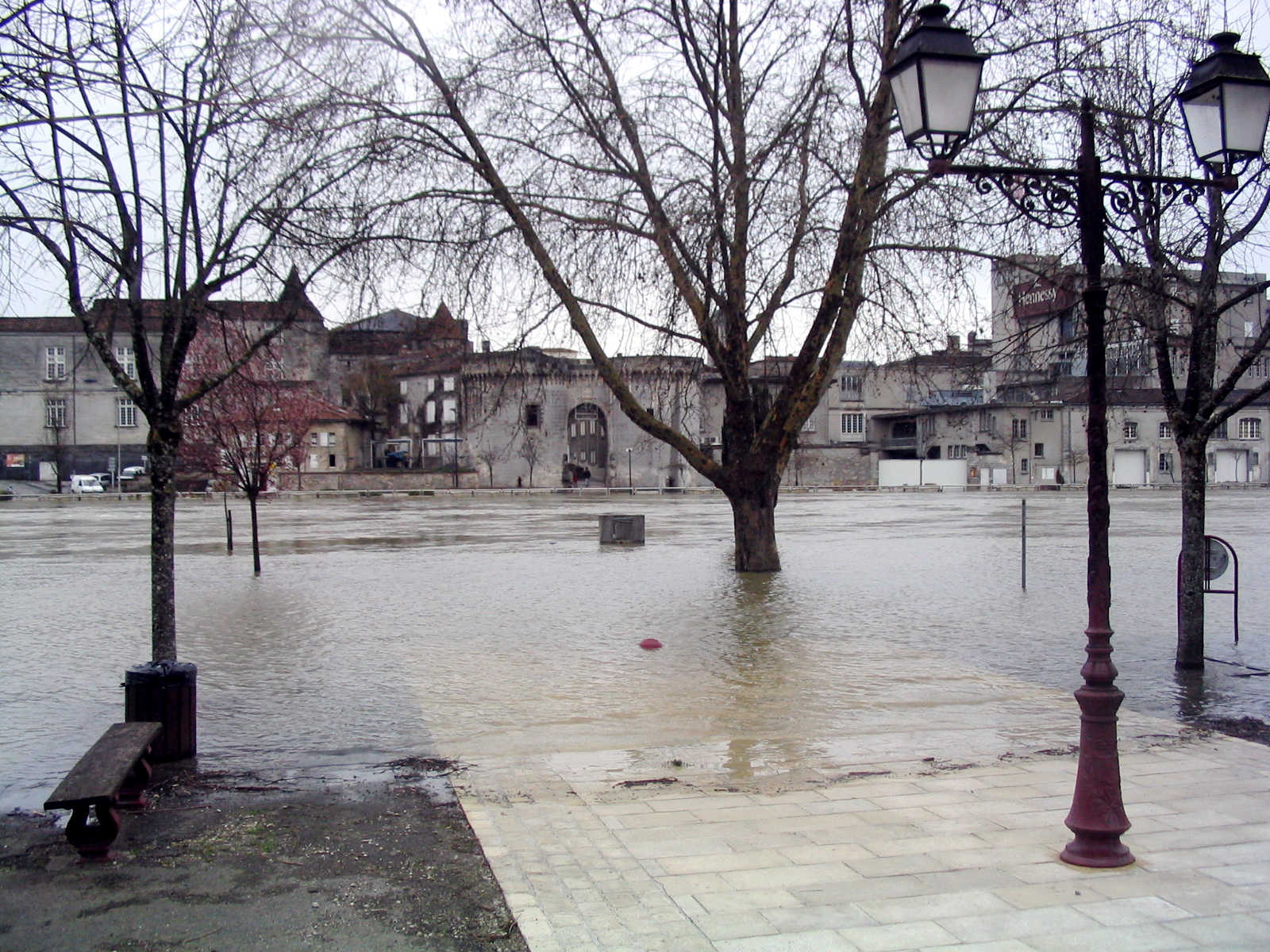
Crescuda de la Charente el març de 2007 a Cougnat

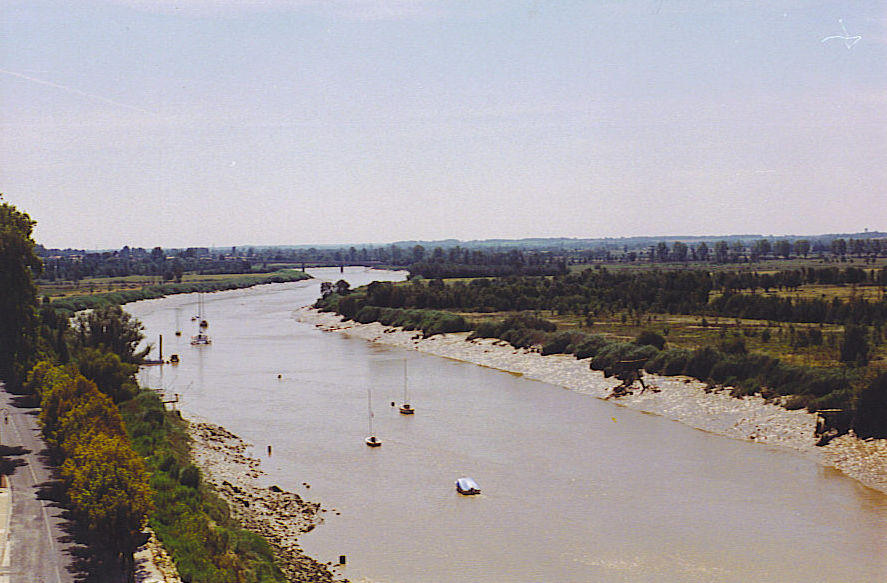
Punt d'ancoratge prop del pont penjant de Tonnay-Charente

La Charenta desborda cada any degut a crescudes estacionals provocant freqüents inundacions. Hi ha hagut notables inundacions els anys 1882, 1904, 1910, 1937, 1952, 1966, 1982, 1994 i 2000. Les inundacions duren setmanes : un mes el 1982, cinc mesos el 2000-2001.
Les inundacions són generalitzades perquè la llera és estreta, poc profunda i es satura ràpidament, a més com que la plana d'inundació és plana i impermeable, l'aigua s'estén per la vall. Així mateix les inundacions s'evacuen lentament, degut a un pendent molt baix i els efectes de la marea retarden l'evacuació de les aigües. Les planes d'inundació són en un 82% terres conreades, un 16% d'espais naturals i zones humides, i un 2% de zones urbanitzades (860 ha de les quals, 95 ha a Angoulema, 53 ha a Cognac, 135 ha a Saintes) a Rochefort estan especialment exposades al risc). Durant la crescuda del desembre del 1982, el cabal arribà als 630 m³/s sota els ponts d'Angouleme i 815 m³/s sota els ponts de Saintes. Mentre que el llindar d'alarma a Angouleme és de +3,60 m, el nivell va arribar a 6,82 m (i a Saintes + 6,99 m).

## Història
Els neandertals van viure al llarg de la Charente i els seus afluents, a uns 230.000 anys BP fins a la seva extinció. Prénéandertaliens sobrants es van trobar a la gruta de Montgaudier Tardoire prop de Montbron, en la gruta de La Chaise (Suard cova ha llançat els ossos dels nens), i en el taller de la gruta de Fontéchevade. Nombrosos neandertals van viure a Charente, a la cova de Rochelot Saint-Amant-de-Bonnieure, a la vall d'Eaux-Claires prop d'Angulema, al marge dret del Voultron lloc de La Quina, prop Villebois-Lavalette a Gardes-le-Pontaroux, que va pronunciar el fòssil de Neandertal segueix sent de 27 adults i nens al Melon cova prop de Chateauneuf-sur-Charente i Charente Maritim a la Roche-a-Pierrot, prop de Saint-Césaire, que va pronunciar el 1979 un esquelet de neandertal associat amb un conjunt d'eines del châtelperronià. En aquesta regió, els neandertals van ser probablement els primers Homo sapiens.
A la Tardoire, la Cova de Vilhonneur o de Visage és una cavitat decorada amb pintures del Paleolític; la cova Marcel Clouet, prop de la confluència de l'Antenne amb la Charente, d'on han s'han extre més de cent eines i dos-cents objectes, incloent bifacials, puntes, raspadors atribuïts al mosterià de tradició acheuliana; i La Chaire-à-Calvin a Mouthiers-sur-Boëme un abric rocós amb baixos relleus del magdalenià.
La Charente ja era navegable a l'edat de ferro i s'utilitzava per al transport de sal. El descobriment de piragües així ho evidència. El port cèltic de Santons estava a la desembocadura, que era llavors un estuari molt profund. Saintes, Cognac i Jarnac van ser importants ports galoromans. Ausoni celebra els escriptors Charente i romanes mostren un tràfic fluvial significatiu. Ptolemeu al segle II esmenta el portus Santonum, el port marítim de Santones a la desembocadura del riu.
Els vikings remuntaren la Charenta cap al 850, i destruïren Saintes i Angulema. En el període que va seguir, les altures del riu seran coronats amb castra que després seran reconstruïts en pedra formant una sèrie de castells, majoritàriament destruïts durant la Guerra dels Cent Anys, el riu serví de frontera en alguns episodis.
Durant l'Edat Mitjana, la Charenta i els seus afluents estaven farcides d'edificis, molins, canals, rescloses. Aquestes obres i instal·lacions diverses com camins de sirga, molls, dipòsits, permetien la navegació a Cognac al segle x després a Angulema al segle xv. Cognac i Basseau són coneguts com a ports de sal al final del segle xi. Els vaixells creuen les preses de molins de comportes. Francesc I de França ordenà la construcció d'aquests passos o comportes.

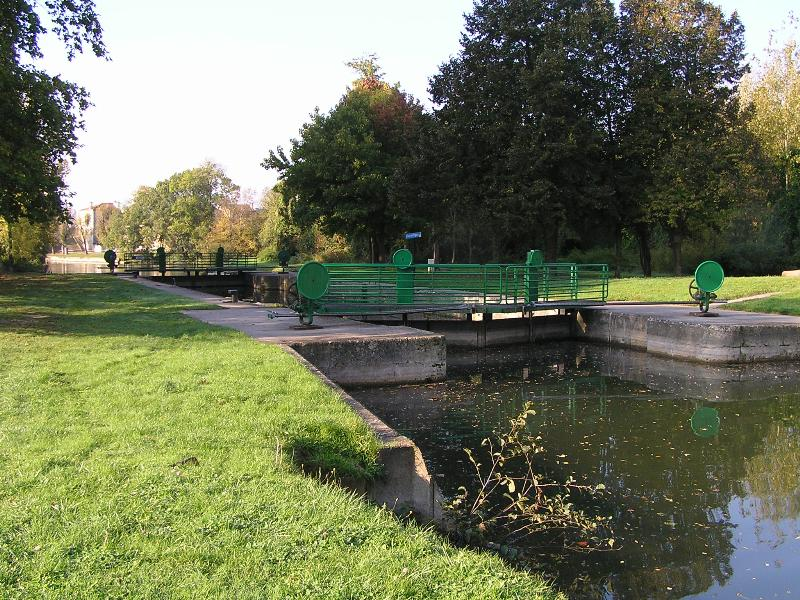
Resclosa prop de Cougnat

La canalització de la Charente amb la construcció de rescloses es va iniciar cap al 1780 i fou confiada a Pierre Marie Jérôme Trésaguet. No se sap amb exactitud quantes rescloses es construïren.
La navegació s'intensificà al segle xviii, disminuint ràpidament al final del segle xix mentre que la part entre Montignac i Angulema va ser abandonat d'hora al segle xix.

## Patrimoni

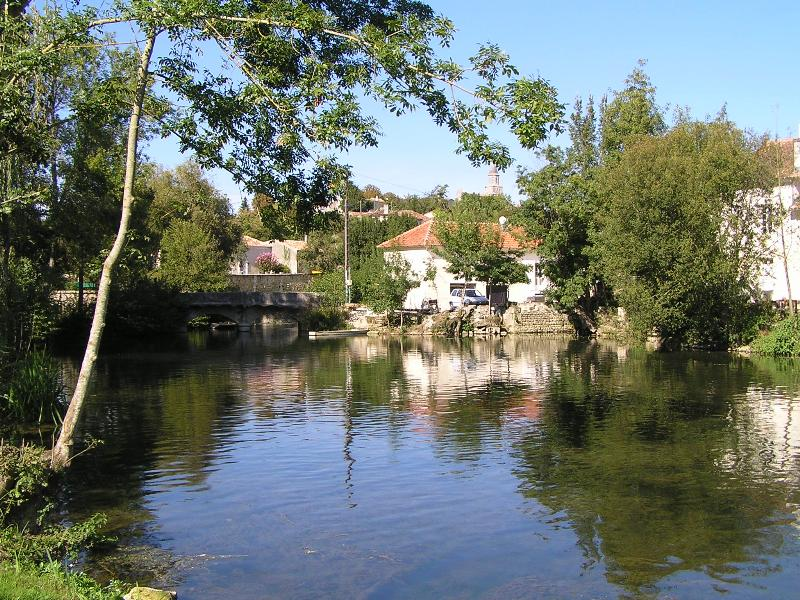
Saint-Simeux

Hi ha ciutats i pobles en tot el riu des de l'antiguitat. Per tant, és possible trobar tota mena de patrimoni arquitectural, ponts, pous, cases i finques, algunes de les quals daten de l'Edat Mitjana. Les esglésies romàniques són l'orgull de la vall del Charenta.

### Castells i baluards

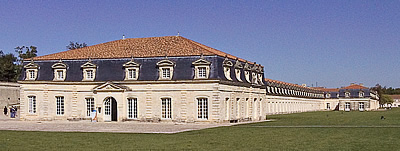
La Corderia reial à Rochefort

Hi ha castells a tot el curs del riu, sobretot en les capçaleres amb vistes a la vall. Primer Castell Peyras a Roumazières-Loubert al Charente, reconstruït al segle xv, després de la Guerra dels Cent Anys, i al departament de Vienne Castell de Léray prop Civray el segle xvi i després a Angulema els castells de Verteuil, Bayers, la masmorra de Montignac-Charente, els tres coneguts des del segle xi i el castell de Balzac construït l'any 1600.
Als afluents, hi ha el castell de la Rochefoucauld, joia del Renaixement al Tardoire, la masmorra de Marthon al  Bandiat, Castell de Blanzaguet-Saint-Cybard domina el Voultron, la torre de Breuil-Magné a les fonts de l'Échelle i el castell de Chalais reconstruït el 1500 al penya-segat entre Tude i la Viveronne, on domina la ciutat de Chalais. El castell de la Tranchade, que data del segle xiv, és a la Vall de l'Anguienne a Garat a l'est d'Angulema.
Angulema és a un pujol rocós estratègic amb vista a un meandre del Charente. El lloc ha estat ocupat des de la prehistòria i l'altiplà està envoltat per murs de l'època romana que forma un mirador a les valls dels voltants.
El castell d'Angulema del segle xii i el castell de Cognac s'amplià durant el Renaixement, són una sèrie de castells al peu al riu. Castell de l'Oiselleriea a La Couronne i el Castell de Fleurac de Nersac són del segle xvi. Dels castells de Bouteville i Jarnac només en queden gravats i ruïnes. El castells de Bourg-Charente, Garde-Épée i de Saint-Brice són del segle xvi o principi segle xvii.
Després de Cognac, a la riba de l'Antenne, dos castells renaixentistes, el castell de Matha a la Charanta Marítima, i castell de Chesnel a Cherves-Richemont. El castell de Richemont va ser reconstruït al segle xvii i el castell d'Authon del segle xvi  a la riba del Dandelot, un afluent de l'Antenne. Sobre la Seugne hi ha la masmorra de Pons que fou reconstruïda el 1187. Després de Saintes, hi ha el castell Crazannes i el Castell de Panloy a Port-d'Envaux del segle xvi i la corderia Reial a Rochefort va ser construïda el 1666.

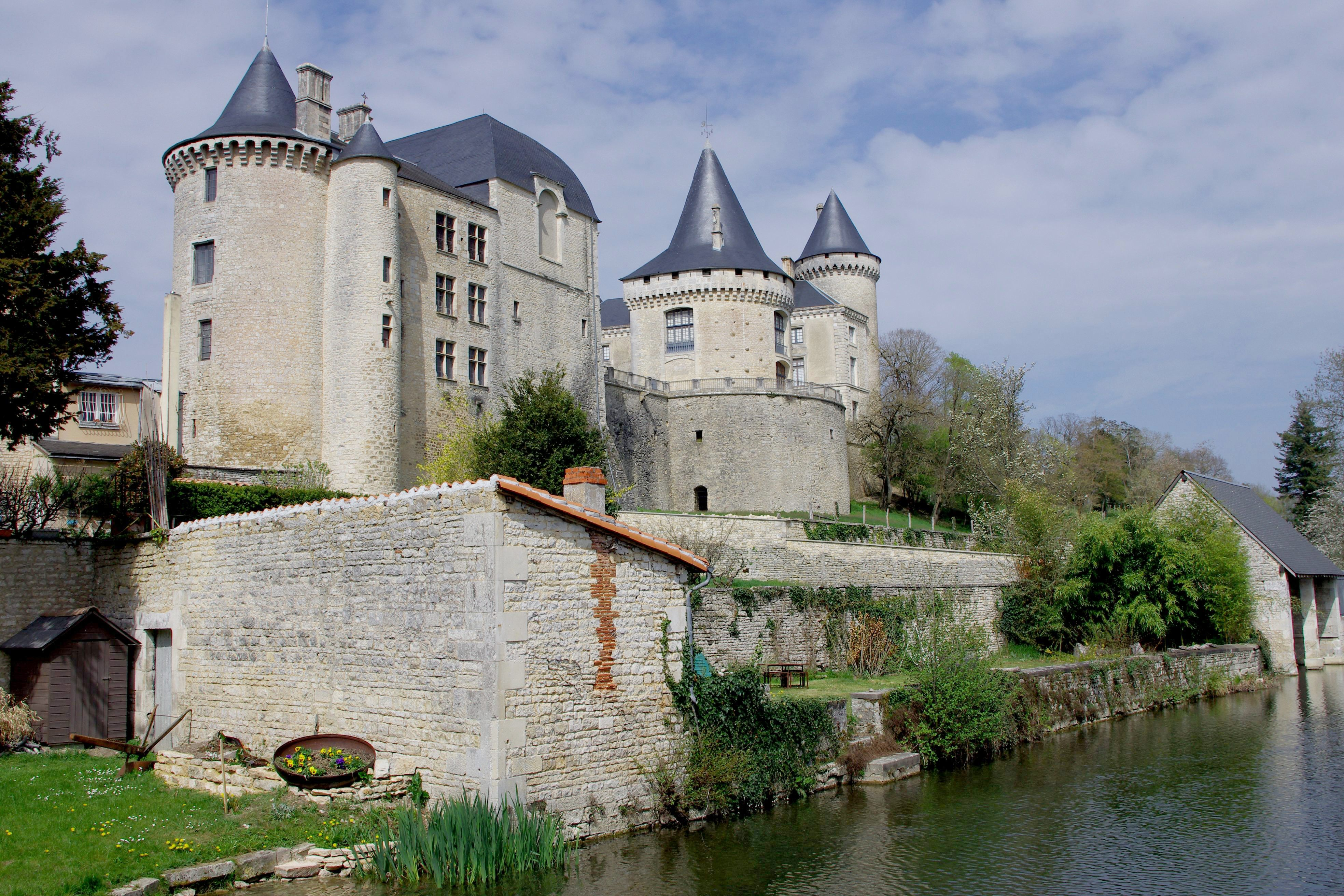
Castell de Verteuil
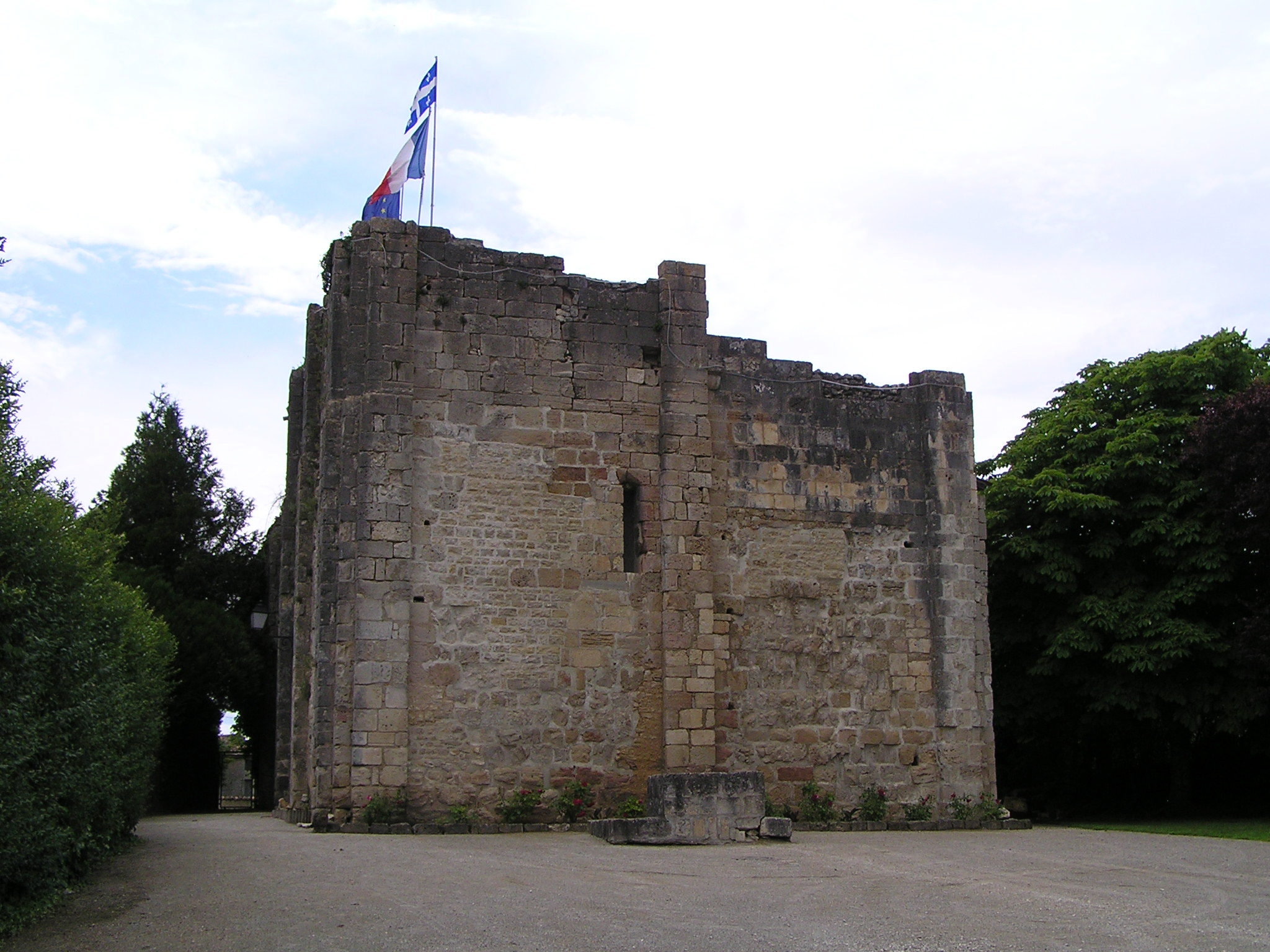
Castell de Donjon de Montignac
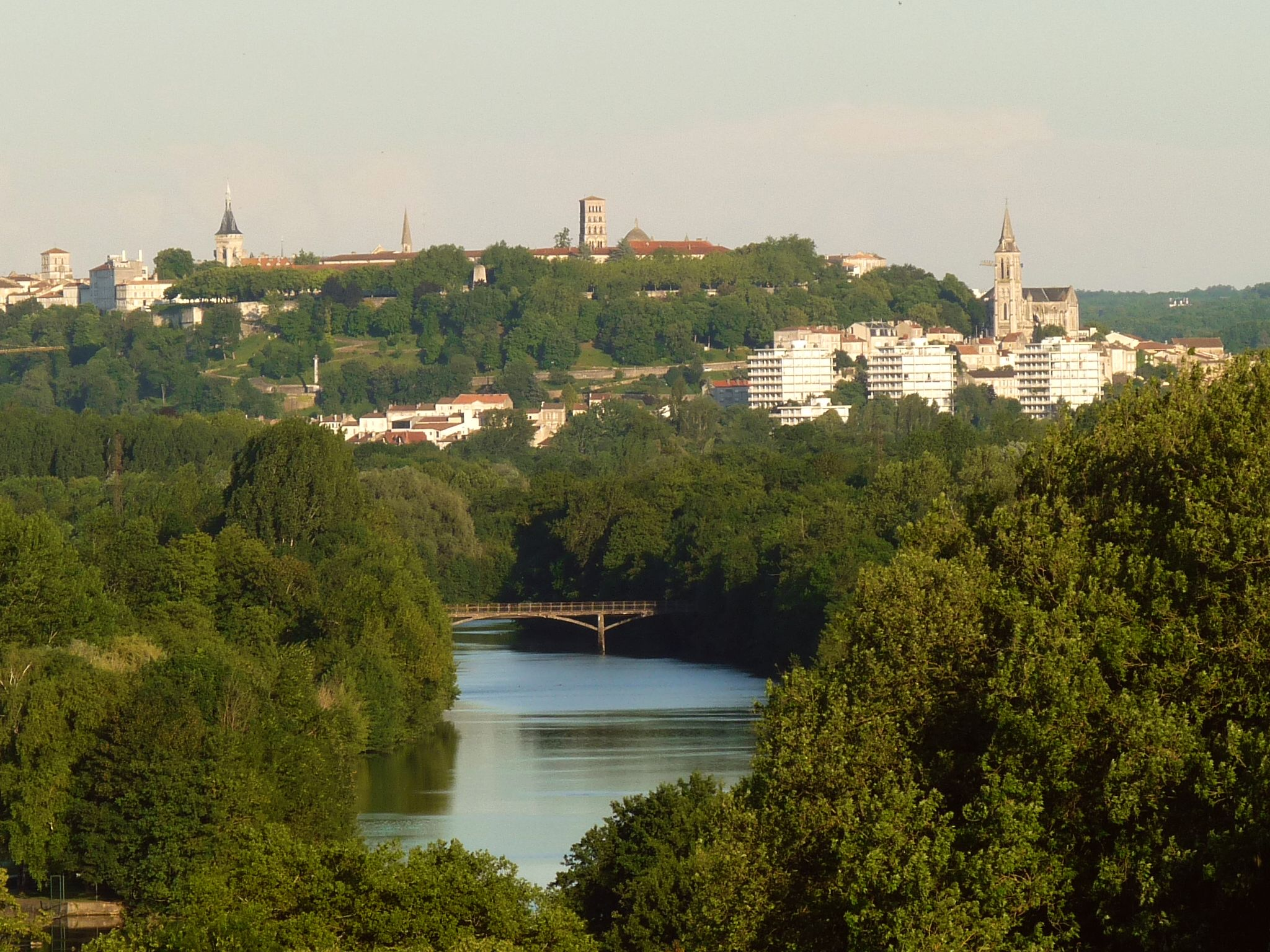
Angulema i ses remparts vus de Fléac
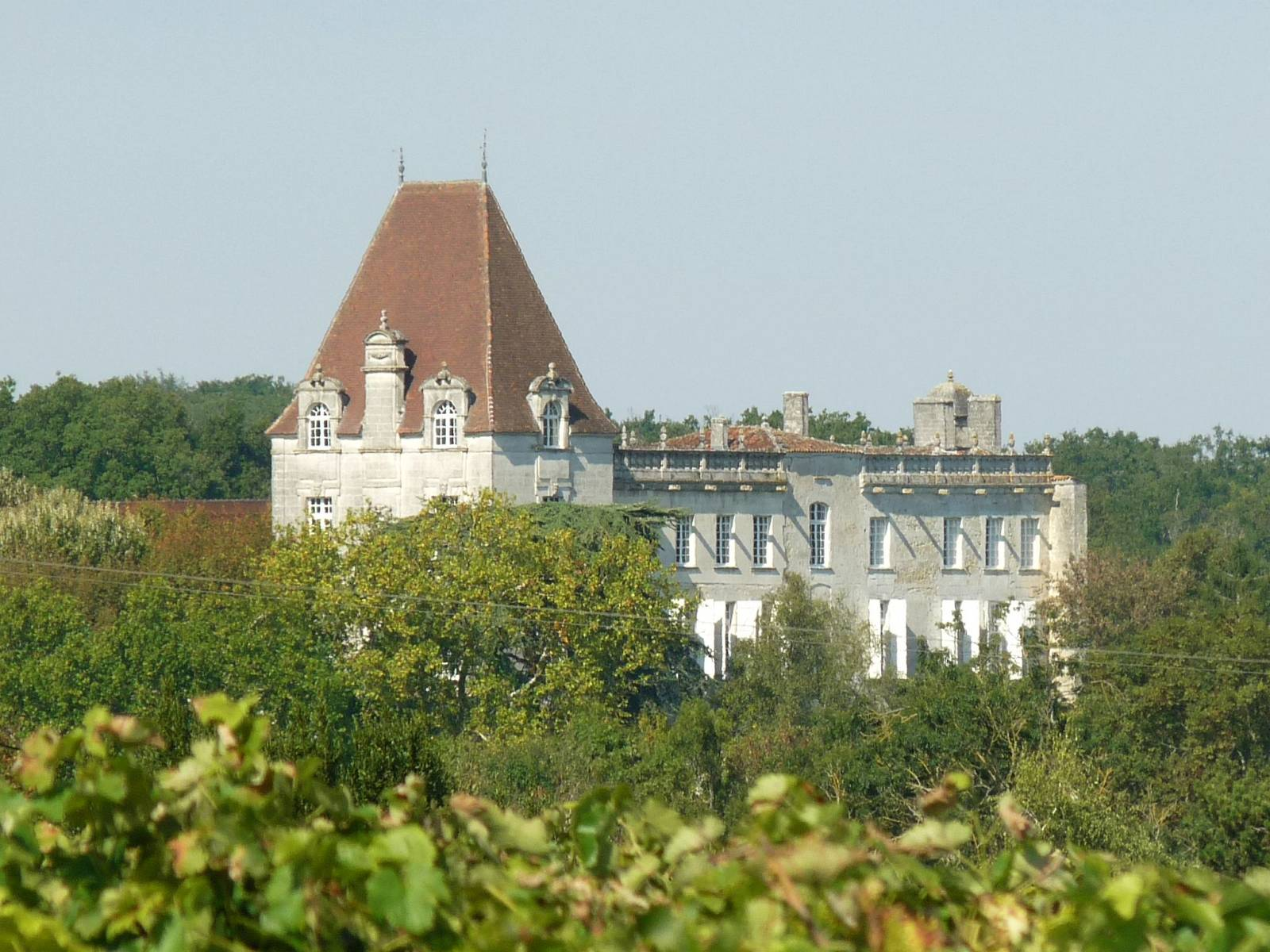
Castell de Bourg-Charente
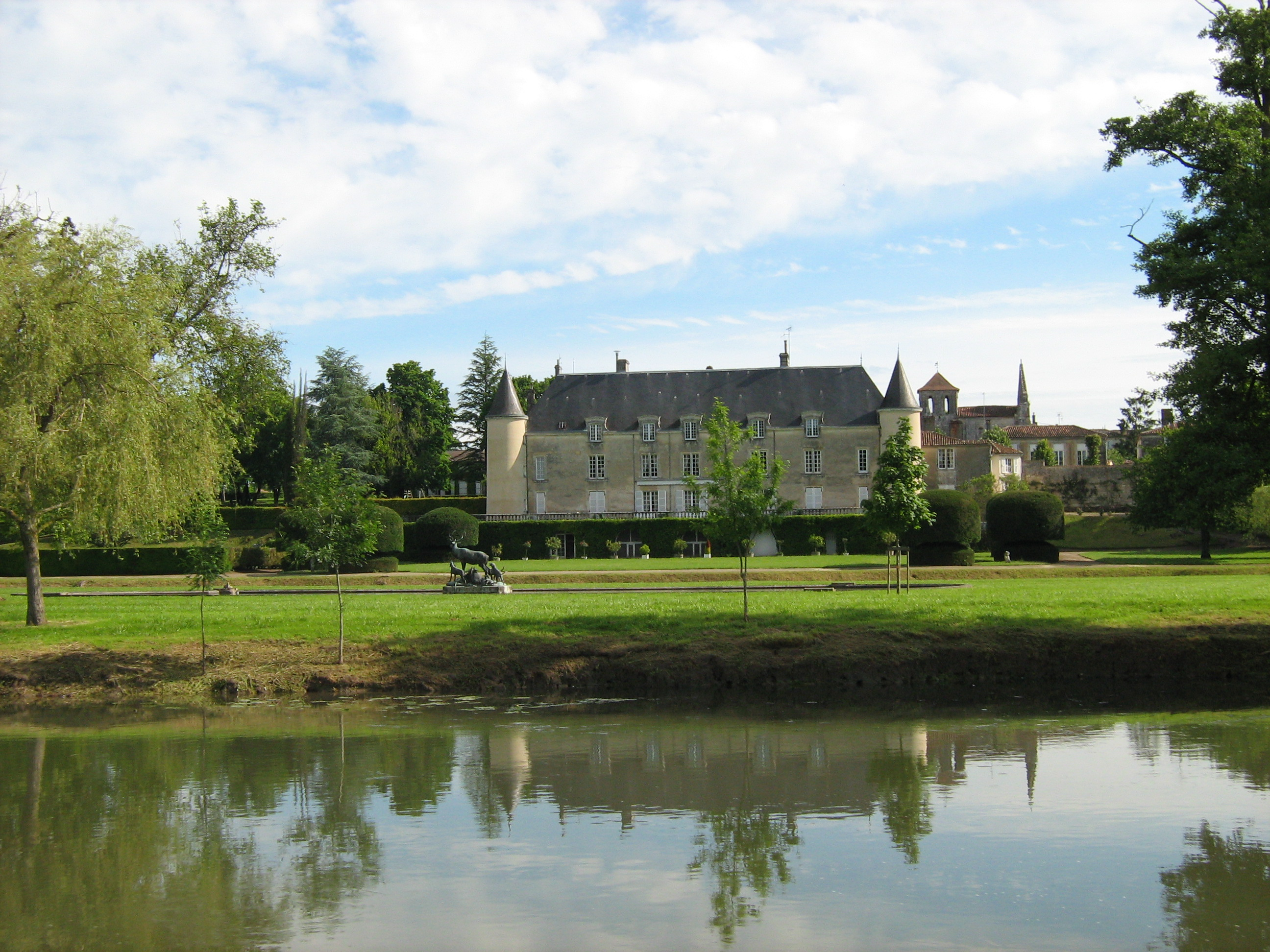
Castell de Saint-Brice
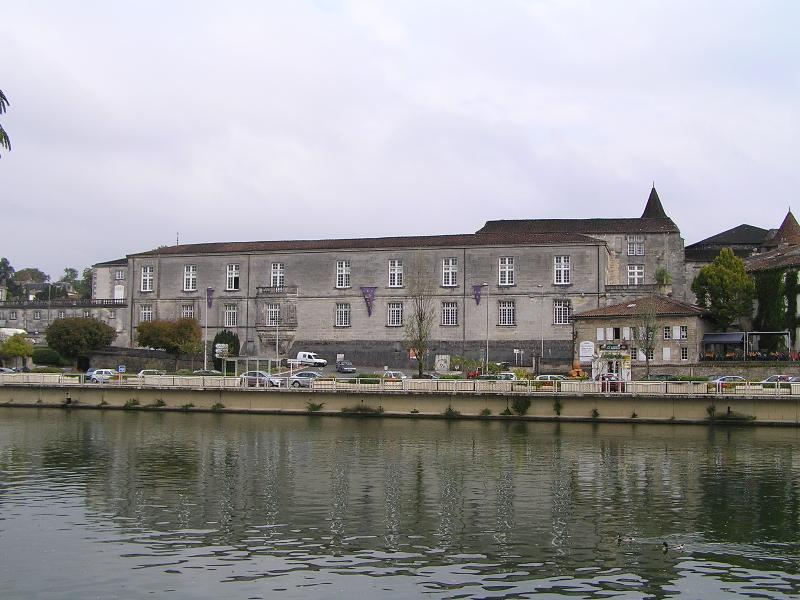
Castell de Cognac
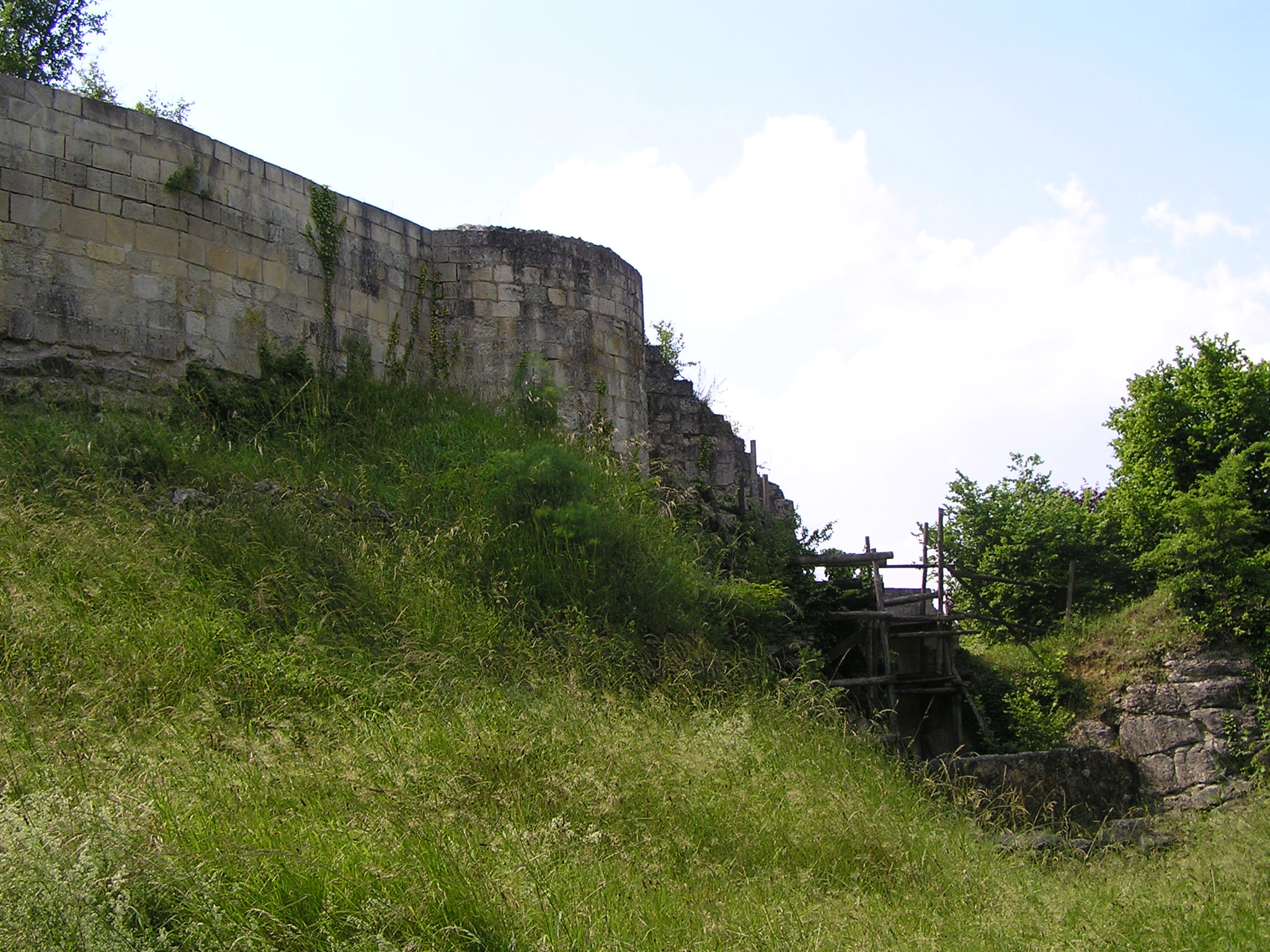
Castell de Merpins

### Ponts

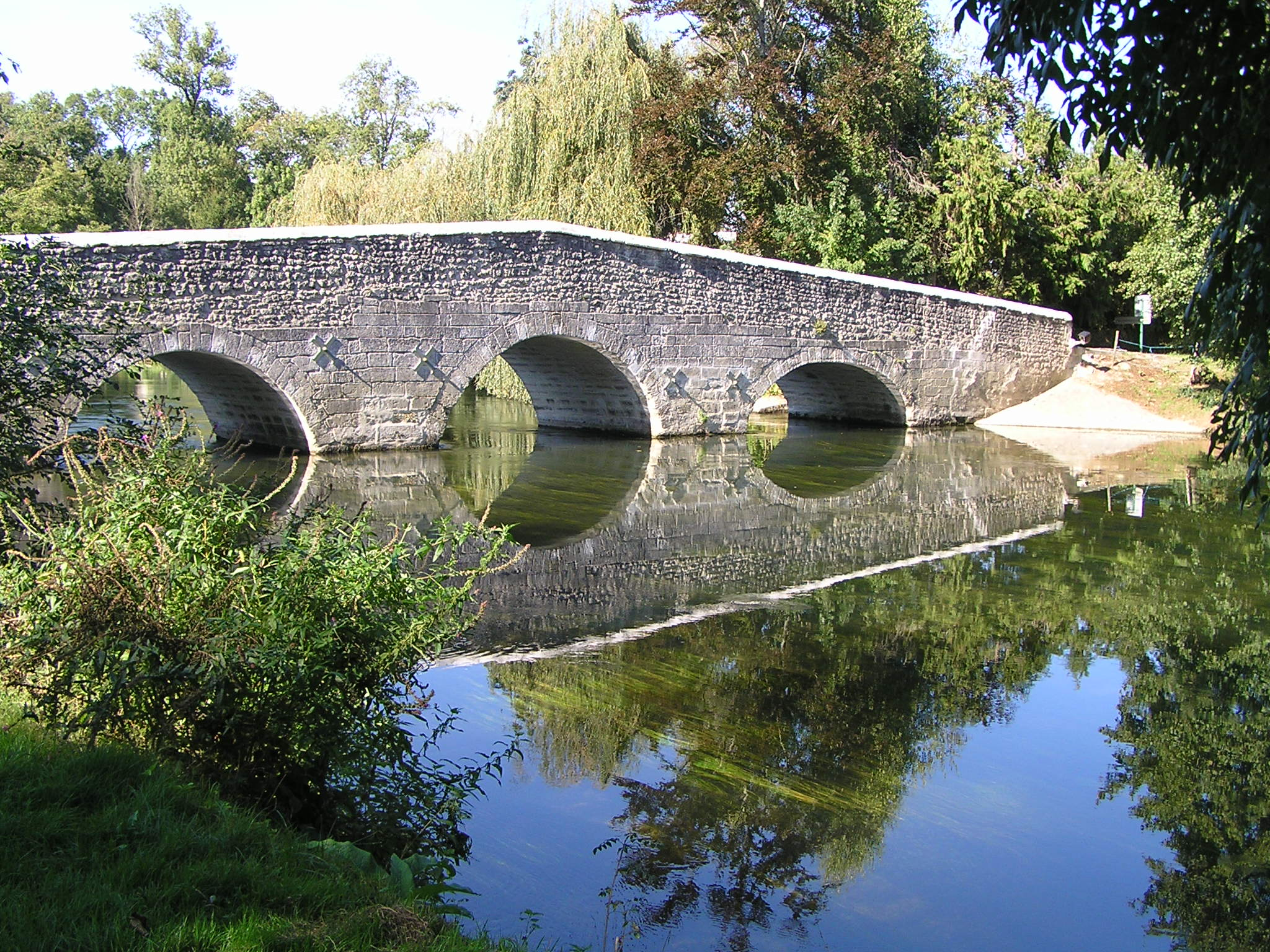
Pont sobre la Charente a Vibrac

Al llarg del riu, cada ciutat construí un gual, un trabordador o un pont. Amb el temps, aquests ponts van ser destruïts i reconstruïts moltes vegades. A Cougnat, el pont de fusta al davant de la porta de la ciutat va ser reemplaçat per un pont de pedra i reconstruït aigües amunt fins al lloc actual. A Saintes, el pont va ser reconstruït a final del segle xix i xii es va desplaçar l'arc de Triomf que hi era al mig. A Rochefort, un pont transbordador substitueix el ferri, el període de pont augment destruït en 1991 se substitueix pel viaducte de Martrou, com el pont penjant de Tonnay-Charente, que va ser tancat al trànsit el 1964 i substituït per Pont de Saint-Clément. Però més enllà dels ponts i passos a nivell actuals, hi ha diversos ponts antics que subsisteixen.

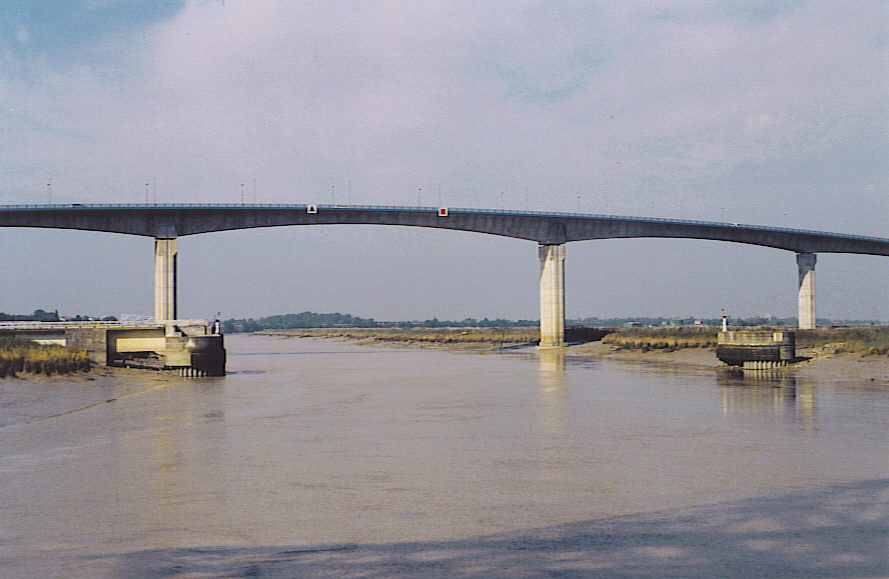
Viaduc de Martrou
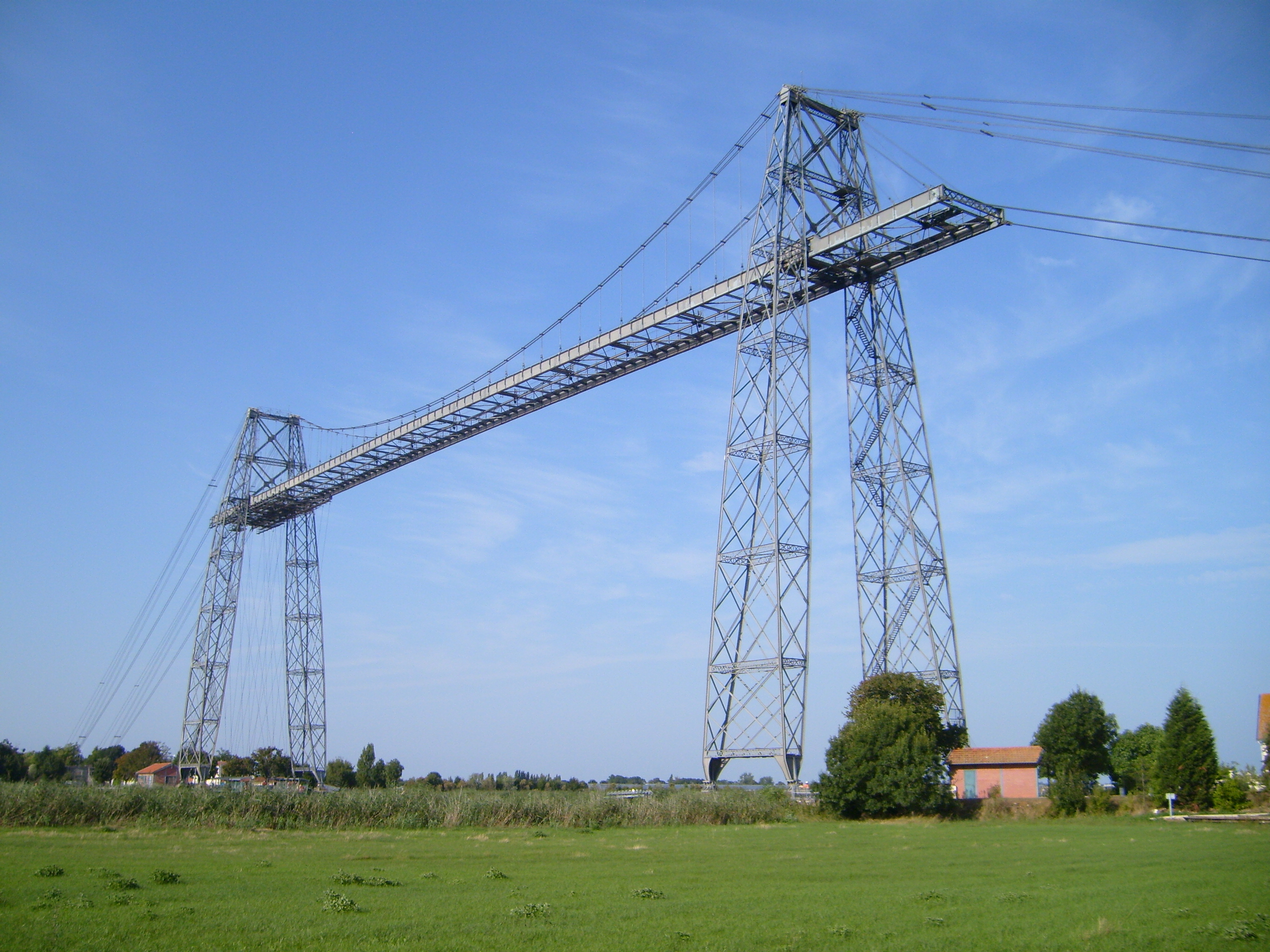
Pont transbordeur de Rochefort

### Transbordadors

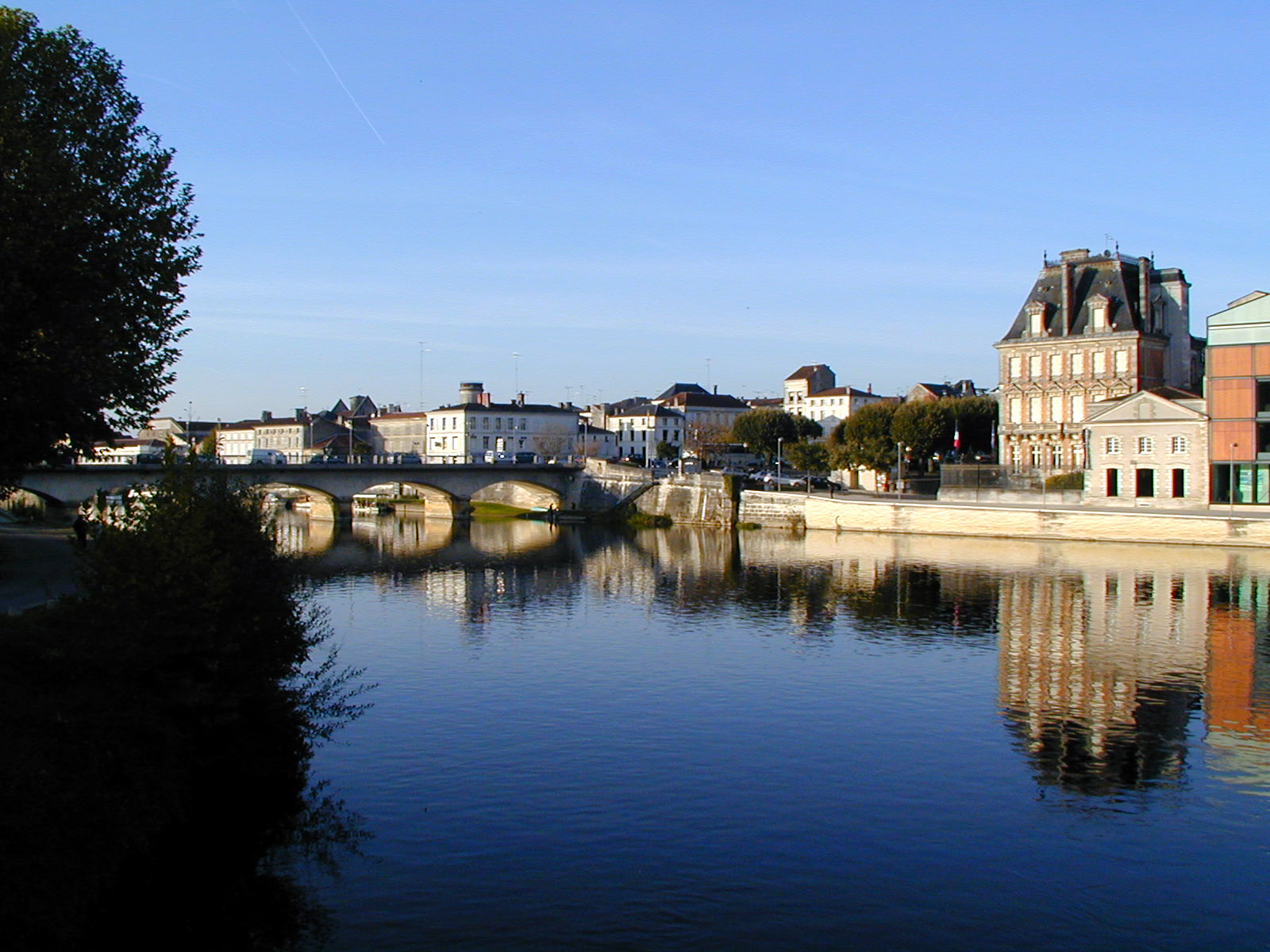
Jarnac

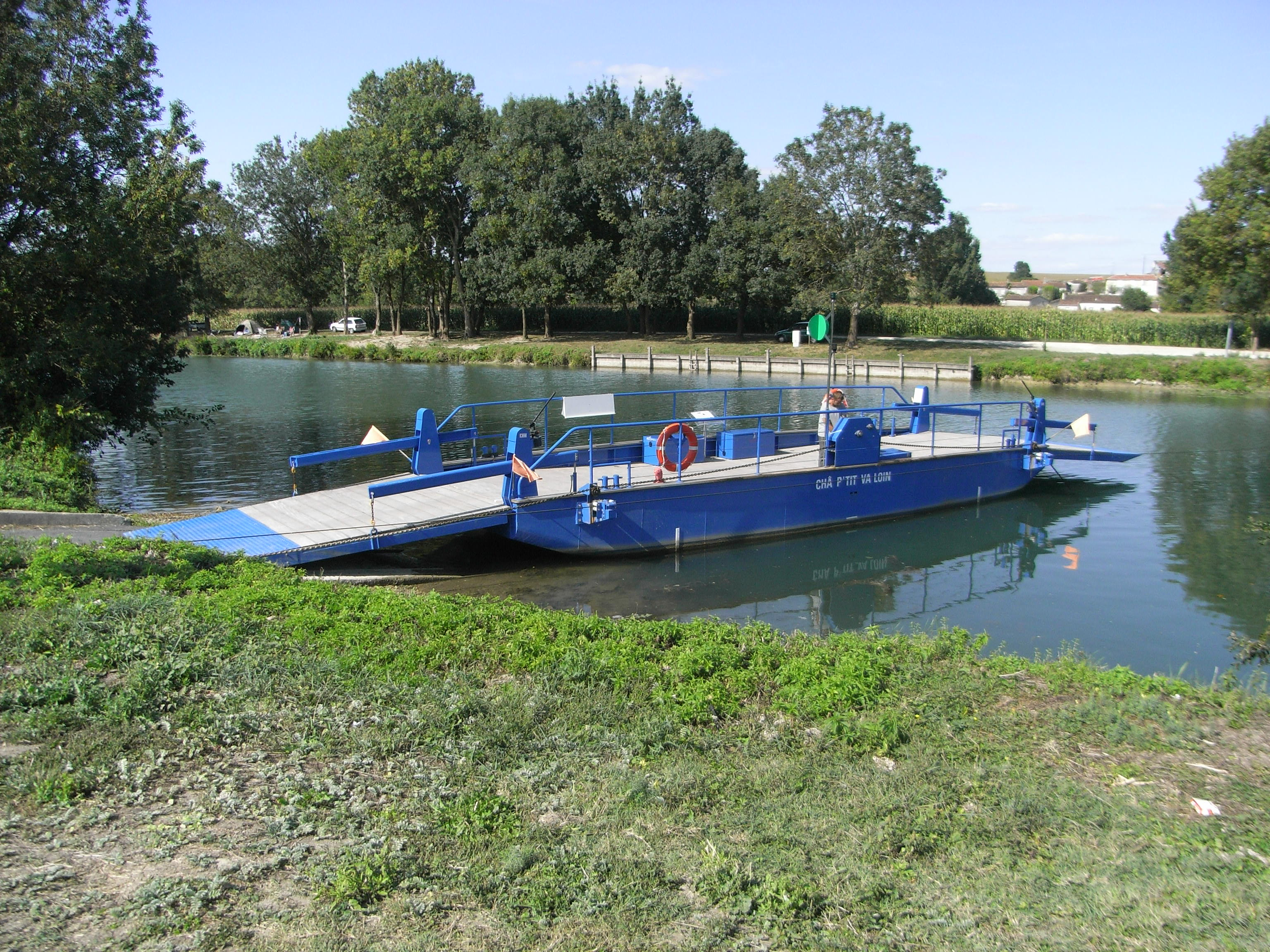
transbordadors

Abans de la construcció de ponts, els transbordadors permetien creuar la Charenta i alguns encara són en servei, i entre Chaniers i Courcoury i entre Dompierre-sur-Charente i Rouffiac anomenat Châ p'tit va loin (en servei durant el temporada d'estiu).

## Medi ambient
Gairebé tot el curs del riu i els seus afluents és zona Natura 2000: els territoris que formen part de la xarxa europea d'àrees clau per a la supervivència de l'espècies (animals o vegetals) i els hàbitats naturals ja rars i amenaçats a tot el territori europeu.
La vall de la Charanta té moltes espècies notables d'aus, ratpenats, amfibis, peixos, invertebrats i mamífers, en particular la llúdriga i el visó europeu hi havia 35 espècies, una espècie vegetal i 12 hàbitats naturals d'interès europeu. Aquests hàbitats i les espècies són rares o en perill d'extinció a nivell europeu, pel que estan en l'origen de la classificació de la zona com lloc Natura 2000.
S'hi han d'afegir les espècies d'interès nacional, i altres menys amenaçades: la conca mitjana, alberga per exemple més de 35 espècies de mamífers (65% dels mamífers terrestres del Departament de la Charanta Marítima), 122 espècies d'aus, 17 espècies d'amfibis i rèptils, 38 espècies de libèl·lules (80% de les espècies del departament de la Charanta Marítima).

### Flora
A nivell de flora, l'Angelica heterocarpa, espècie prioritària segons l'annex I de la Directiva Europea CEE92/63 "Fauna-Flora-Hàbitat", està present en les ribes de la vall baixa i l'estuari del riu Charanta, Els pujols de pedra calcària que voregen la plana d'inundació també alberguen moltes espècies notables com les abelleres (Ophrys). Fritillaria meleagris segueix sent localment presents en les pastures inundables (planes) ·  tot i els canvis en les pràctiques agrícoles han provocat - i segueix produint - la seva escassetat: Aquesta espècie no tolera l'ús de fertilitzants. La presència de nimfeàcies indica una bona qualitat de l'aigua.

### Ocells

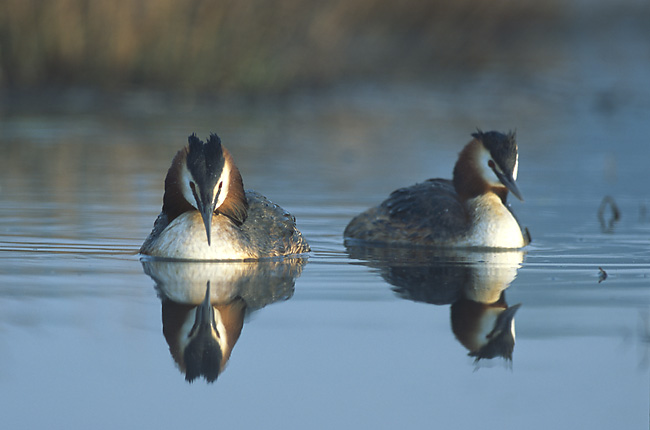
Parella de Podiceps cristatus amb el plomatge de nidification.

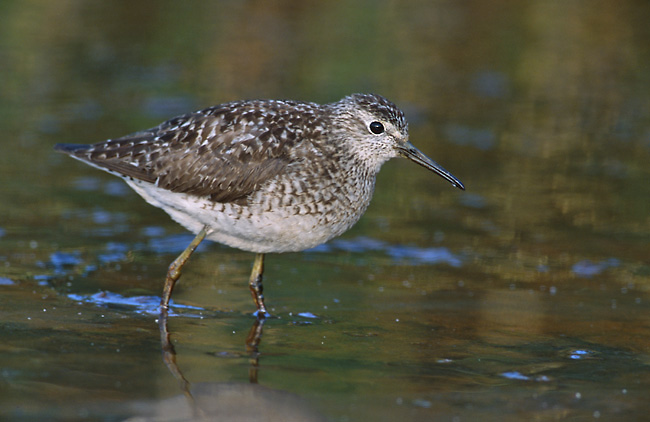
Tringa glareola

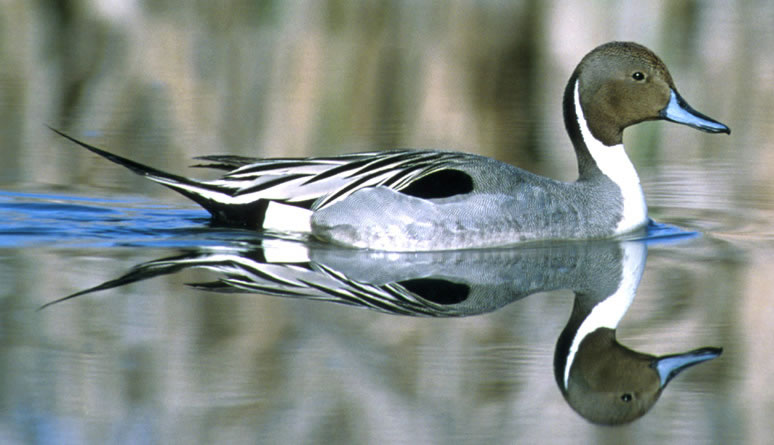
Anas acuta

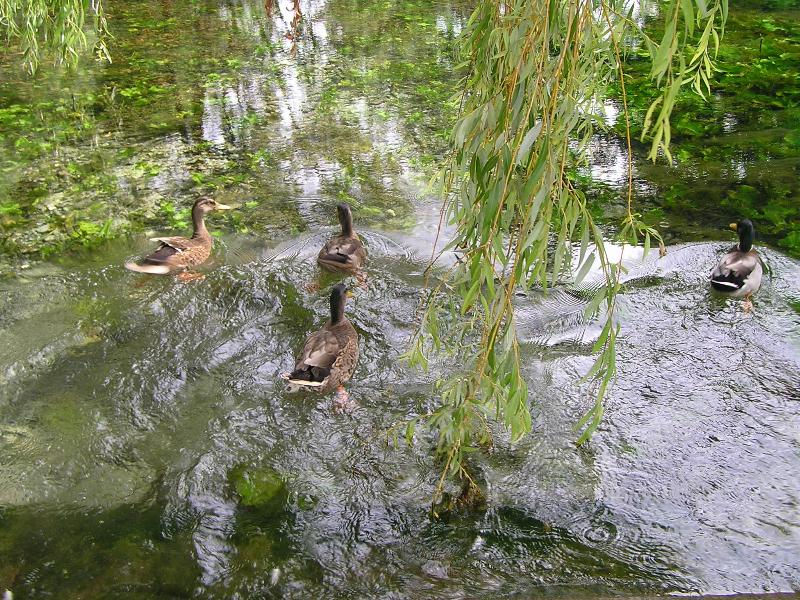
Canards a Gensac-la-Pallue

Hi ha tres zones Natura 2000 aigües avall: la Vallée de la Charente en amont d'Angulema per 64 espècies d'aus, la Moyenne vallée de la Charente per 46 espècies d'aus i Basse vallée de la Charente et estuaire per 66 espècies d'aus.
Hi ha espècies de pantans i aiguamolls:
- aus limícoles: bec d'alena (Recurvirostra avosetta), el becadell comú (Gallinago gallinago), el tètol cuanegre (Limosa limosa), el becadell sord (Lymnocryptes minimus), camesllargues (Himantopus himantopus), el corriol petit (Charadrius hiaticula), el corriol petit (Charadrius dubius), gamba roja (Tringa totanus), xivitona vulgar (Actitis hypoleucos), la valona (Tringa glareola) i el batallaire (Philomachus pugnax) - molt rar.
- aus camallargues: cigonya negra (Ciconia nigra), martinet blanc (Egretta garzetta), agró blanc (Ardea alba), la garsa (Nycticorax nycticorax), bitó (Ixobrychus minutus), agró roig (Ardea purpurea).

Entre els ocells nedadors i bussejadors hi ha cignes (Cygnus olor), cabussons (cabussó collnegre, cabusset, cabussó orellut, cabussó emplomallat), oques (oca vulgar), ànecs (ànec griset, ànec cuallarg, ànec xiulador, ànec cullerot), xarrasclet, el xarxet comú i morells (morell cap-roig, morell de plomall).
A l'estuari és destacable el xatrac becllarg, l'ànec blanc i Arenaria interpres..
El xatrac comú, el fumarell carablanc i el fumarell negre, gavina vulgar, el corb marí gros, per períodes lluny riu amunt.
També hi ha rapinyaires (l'àguila peixatera, el falcó pelegrí), el blauet, la cotxa blava, la boscarla dels joncs, i guatlla maresa, a altres espècies comunes.
L'espècie "emblemàtica" de la vall de la Charanta és la guatlla maresa (Crex crex). Aquesta au, món en perill d'extinció, que una vegada va ser generalitzada. Construeix el seu niu a terra als fenassars de les planes d'inundació. El cultiu de les valls i els canvis en les pràctiques de sega (ara a principis de temporada), va portar a la seva desaparició gradual: va caure de centenars, a una trentena de parelles el 2006 a la vall Charente.

### Mamífers

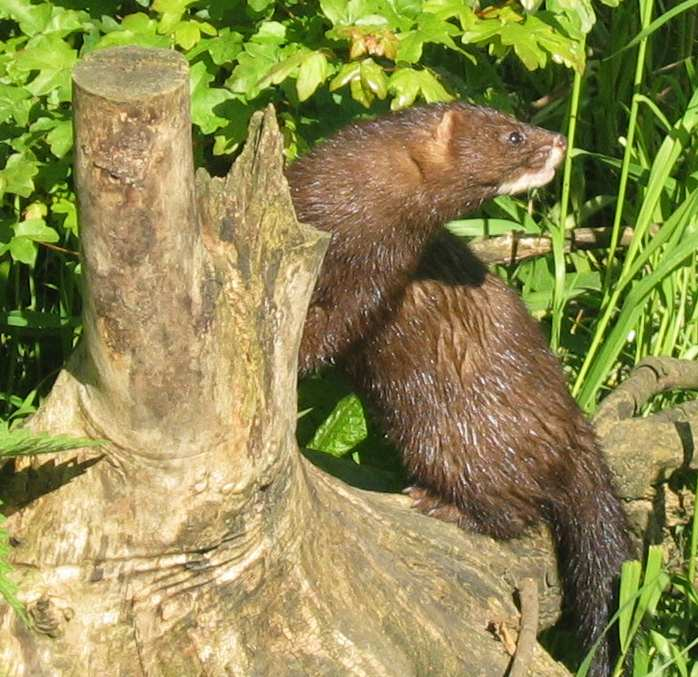
Mustela lutreola

La llúdriga i el visó europeu habiten en una gran part del riu i els afluents, que representa set zones Natura 2000 amb la vall de la Charanta entre Angulema i Cougnat i els principals afluents (Soloire, Boëme, Échelle), Vall Mitjana Charente i Seugne i Coran, des d'aigües baix de Cognac i la vall inferior de l'estuari del Charente. Les àrees específiques de Natura 2000 són afluents de la Vall de l'Antenne, i els principals afluents, la Vall Alta de Seugne aigües amunt de Pons i els seus afluents, i la Vallée de la Boutonne. La presència de la llúdriga (Lutra lutra) i el visó europeu (Mustela lutreola) fou decisiu per a la classificació.
En aquestes àrees, també hi ha ratpenats: el ratpenat de ferradura (Rhinolophus ferrumequinum) i el ratpenat de ferradura petit (Rhinolophus hipposideros). Saint-Sulpice-de-Cognac i les seves antigues pedreres, als afores de l'Antenne, hi ha una població molt més diversa: El ratpenat de bosc (Barbastella barbastellus), Myotis myotis, el ratpenat de ferradura gros (Rhinolophus ferrumequinum), Miniopterus schreibersii, Myotis emarginatus i Myotis bechsteini.

### Peixos

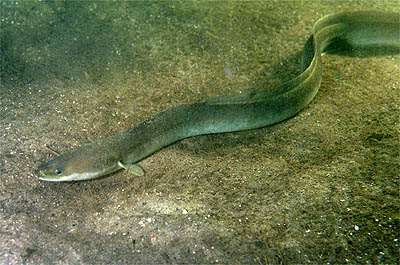
Anguila

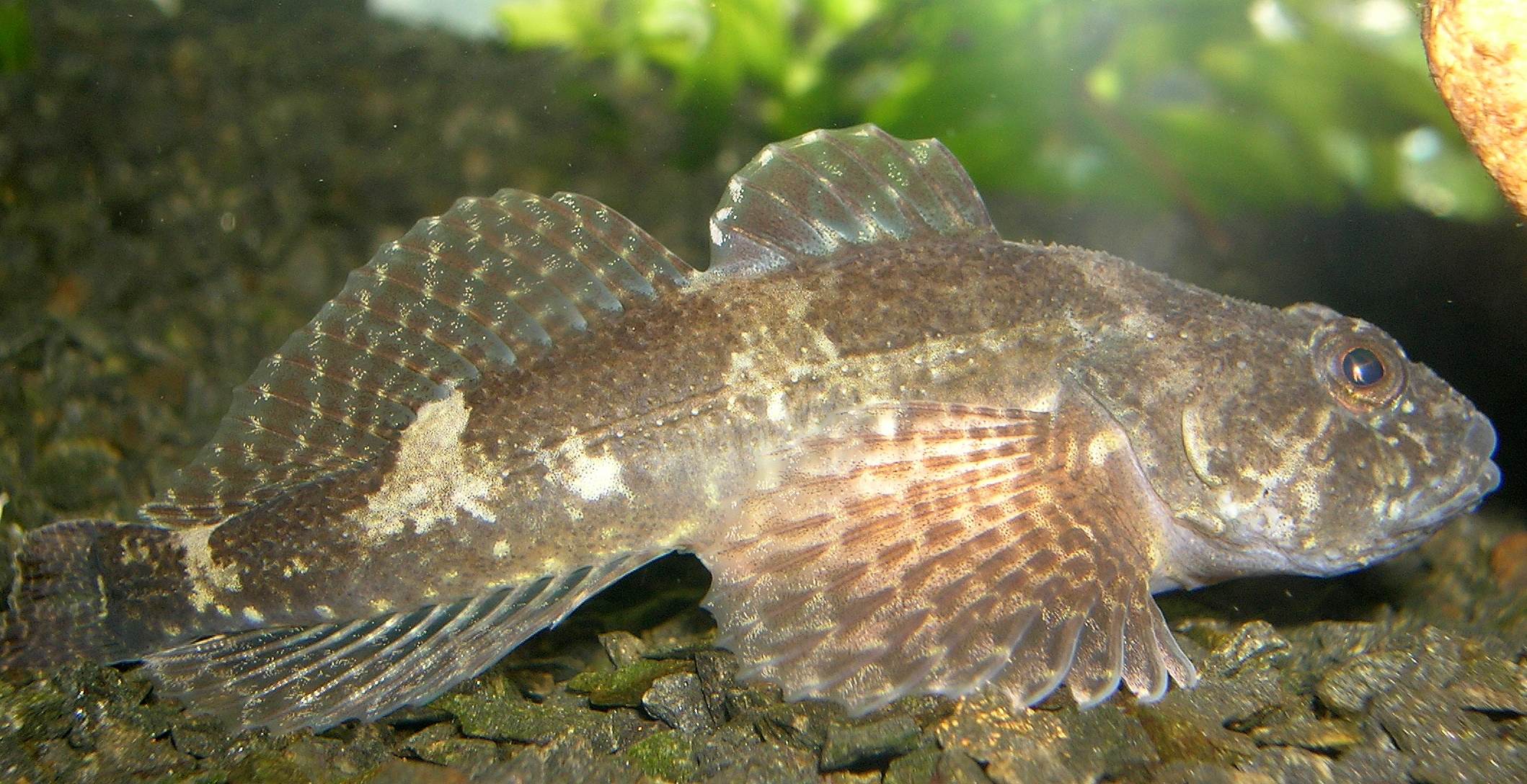
Cottus gobio

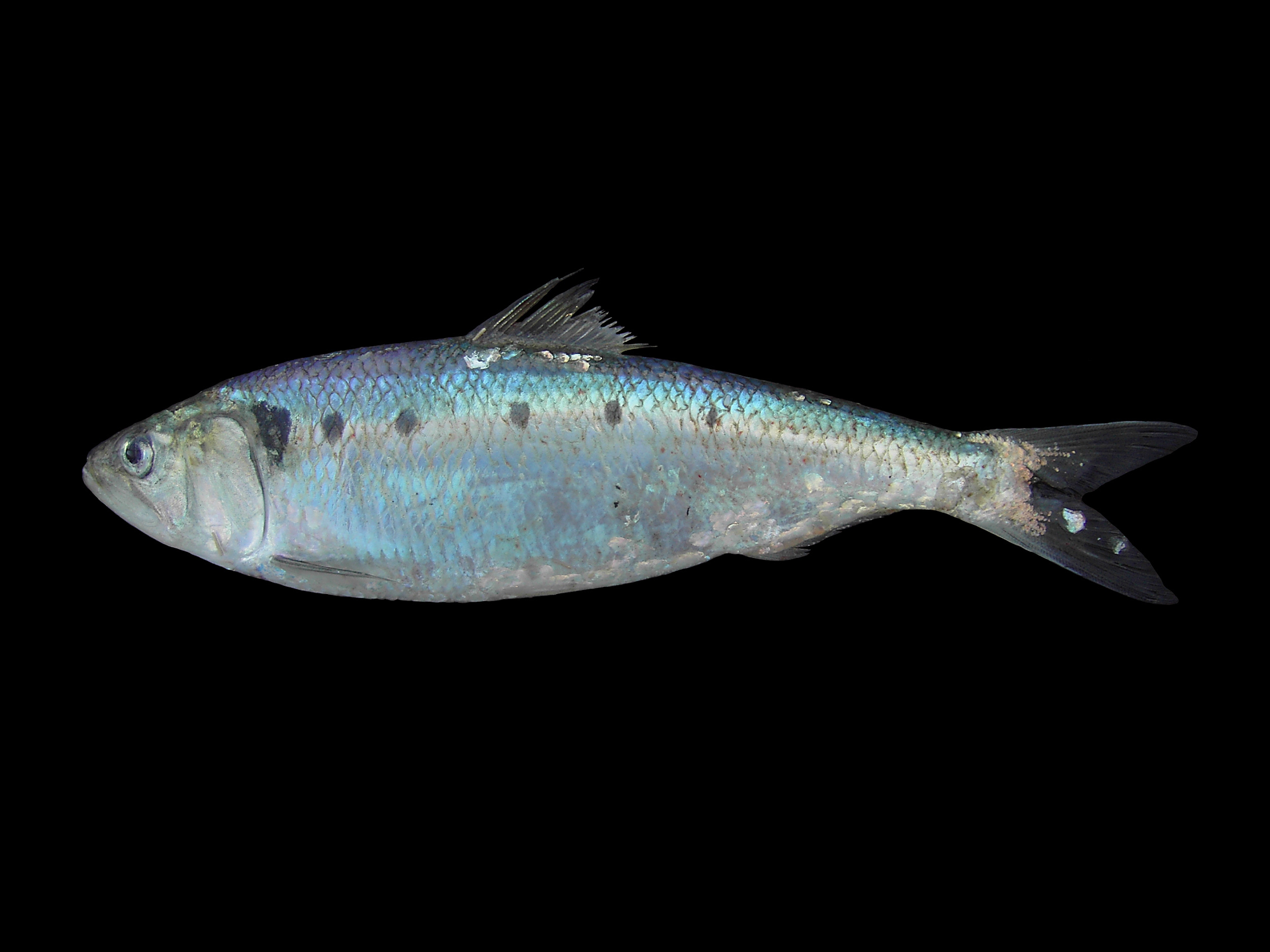
Alosa fallax

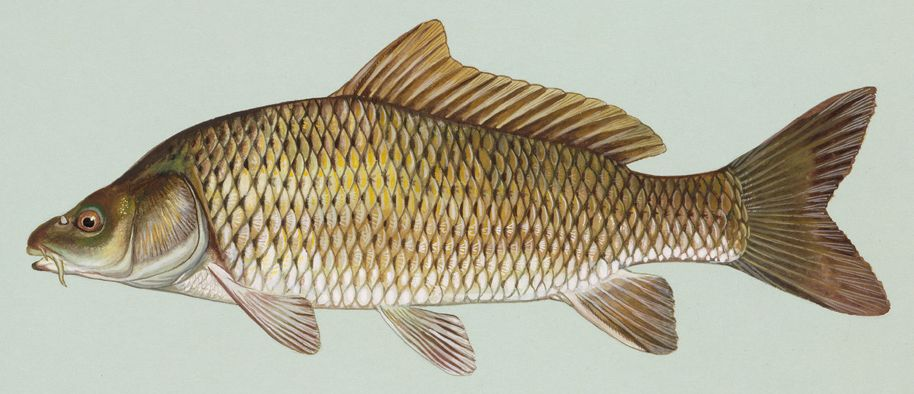
Carpa

Hi ha més de vint espècies d'aigües tranquil·les, sobretot carpes, barb roig, gobis, Rutilus rutilus, la brema, alburns, el lluç de riu, Lucioperca i el cavilat (Cottus gobio), hi ha peixos migratoris, les aloses, truites i anguiles.
Per a mantenir aquestes poblacions és menester conservar la qualitat de l'aigua, minvar la contaminació i l'eutrofització. A més cal protegir o recrear zones de fresa i recuperar els fons de grava i els boscos de ribera. Per a les espècies migratòries s'han de construir passos de peix a les preses i altres obstacles construïts per l'home.
Les aloses es consideren bons indicadors de la qualitat física i biològica dels rius. Alosa alosa a Montignac-Charente amb llocs de fresa Saint-Savinien i a Cougnat, i Alosa fallax a Ruffec de Cognac a Fleurac.
Els salmònids, com el salmó europeu (Salmo salar) i la truita comuna (Salmo trutta) que històricament remunten a Civray, Chef-Boutonne, Matha, encar no hi han tornat. La truita es retroba a la Boutonne, l'Antenne, la Tardoire i la Charanta com a lloc de pas per arribar a les zones de fresa aigües amunt.
La llamprea puja per Voulême a Viena i fins i tot a Civray i aigües avall de la Boutonne, del Né i de l'Antenne on hi ha Lampetra planeri i Lampetra fluviatilis. Els llocs de fresa estan al voltant de Saintes i Cognac.
L'anguila (Anguilla anguilla) és present en tota la Charanta però les poblacions estan disminuint el que pot ser degut a la contaminació de l'aigua, sinó també a una pesca molt intensa a l'estuari.

### Rèptils i amfibis
Les espècies de granotes (Hylidae) i gripaus, salamandres (Salamandra salamandra), sargantanes són nombroses i diverses, peròromanen rares. La tortuga d'estany (Emys orbicularis) i el tritó crestat (Triturus cristatus) es van observar al Né, un dels seus afluents.

### Invertebrats
Invertebrats notables són Coenagrion mercuriale, Oxygastra curtisii, Lycaena dispar, Gomphus graslinii, el banyarriquer (Cerambyx cerdo), l'escanyapolls (Lucanus cervus) i el banyarriquer del faig. També hi ha ostres (Ostrea edulis) i musclos.

## Activitats

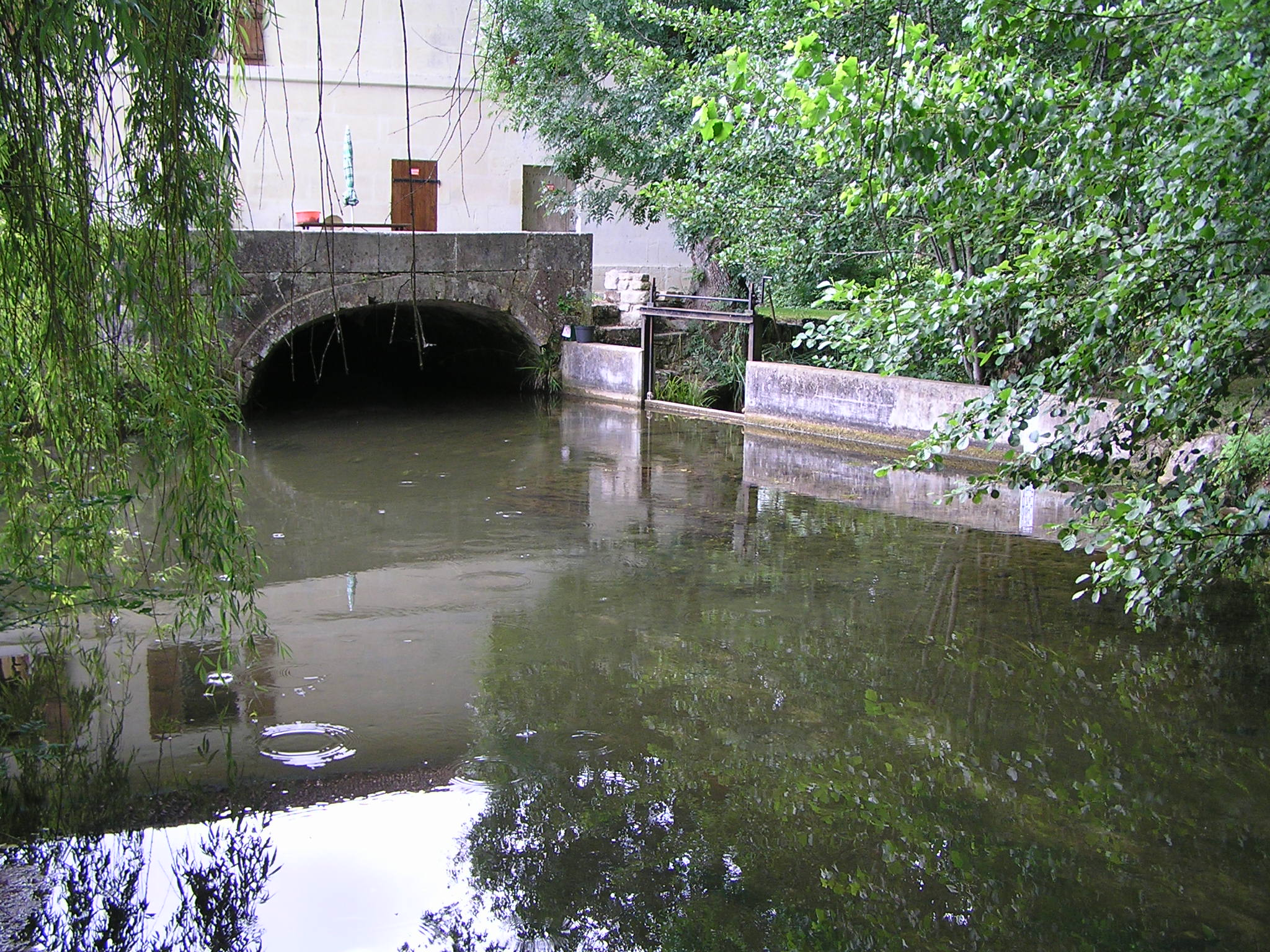
Molí a l'Antenne

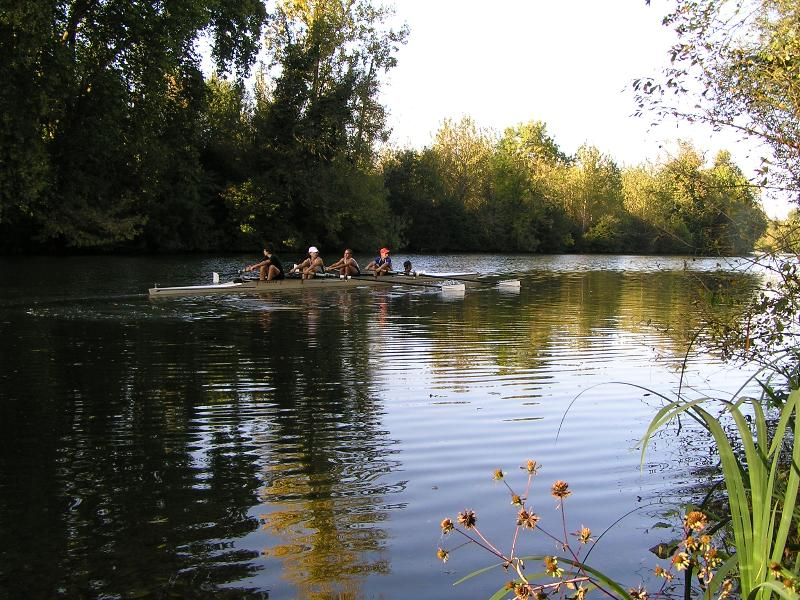
Remers a la Charenta

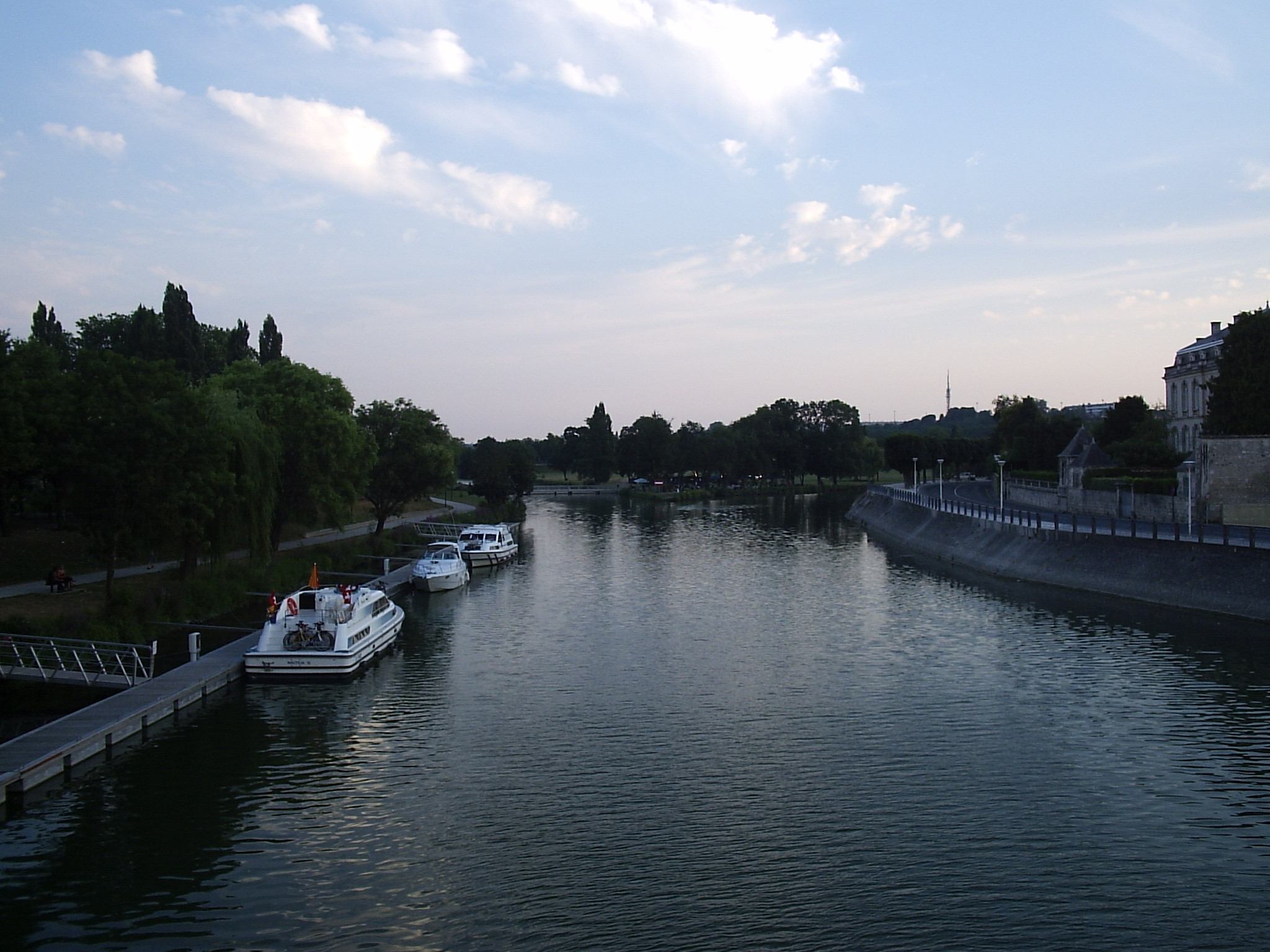
La Charanta a Saintes

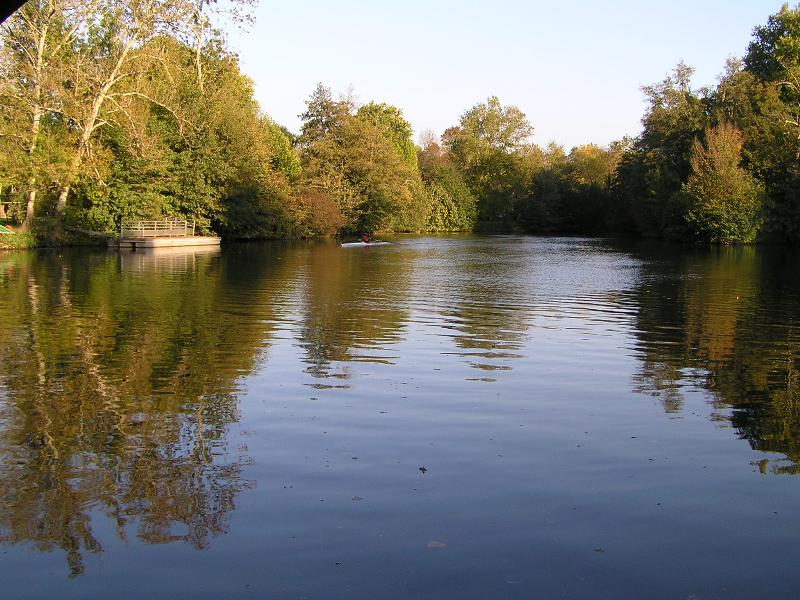
Pontó barcassa

Històricament, la pesca, el transport i els molins fariners van ser les primeres activitats relacionades amb el riu. Hi ha documentats nombrosos molins des del segle desè. Per tant, l'Antenne i els seus afluents, els molins, les ruïnes i els arxius donen fe de l'existència de 56 molins. Al segle xviii alguns d'aquests molins van ser transformats en molins de paper, per exemple, el de Boussac a l'Antenne el 1786. Després es va traslladar la indústria paperera, sobretot a l'àrea d'Angulema.

### Ports
El port comercial de Rochefort / Tonnay-Charente pot acollir petits vaixells de càrrega de 15 m d'ample. És el primer port  departamental  francès. És administrat per la Cort Penal Internacional Rochefort i Saintonge des de 1927. En segon port comercial de la Charanta Marítima en termes de trànsit després de la Gran Port Marítim de La Rochelle, el cinquè port francès per a la importació de fusta tova, el sisè port francès per a la importació de fertilitzants i el novè port de gra francès. El seu creixement és del 6% anual. Els ports d'Angulema, Cougnat, Saintes, Taillebourg, Saint-Savinien i Port-d'Envaux van perdre el paper en el transport fluvial i només serveixen la navegació de lleure.

### Pesca
La pesca és una pràctica generalitzada en tot el riu i canals recreatius. Al departament de la Charenta, hi ha 600 km de rius, 900 quilòmetres de la segona categoria i 265 hectàrees de superfície d'aigua i a la Charanta Marítima hi ha 310 km de vies i 2.240 quilòmetres de rius i canals de segona categoria, 50 hectàrees de llacs i embassaments, i 30 km de costa habilitada per a la pesca, a més de la pesca a l'estuari.